# Publio Clodio Pulcro
Publio Clodio Pulcro (in latino Publius Clodius Pulcher; Roma, 93 o 92 a.C. – Bovillae, 18 gennaio 52 a.C.) è stato un politico romano.
Esponente dell'importante gens aristocratica dei Claudii, che vantava fra i propri antenati personaggi illustri come Appio Claudio Cieco, si avvicinò, fin da giovane, alla politica della fazione dei populares, e si rese in più casi colpevole di atti di sovversione e corruzione. In occasione della congiura di Catilina, nel 63 a.C., collaborò con il console Marco Tullio Cicerone, che tuttavia testimoniò contro di lui nel 61 a.C., durante il processo per lo scandalo della Bona Dea, processo nel quale fu tuttavia assolto perché i giurati che avrebbero dovuto emettere la decisione furono corrotti dal ricco e potente Crasso. Deciso a perpetrare la propria vendetta, Clodio fu adottato da una famiglia plebea e così, effettuata la transitio ad plebem, poté essere eletto tribuno della plebe per il 58 a.C. Fu dunque promotore di un'attività legislativa particolarmente intensa, propose e fece approvare una serie di plebisciti che contribuirono nel complesso a indebolire il senato a favore delle assemblee popolari.
Terminato il tribunato clodiano, l'aristocrazia senatoria si adoperò per cancellarne gran parte delle realizzazioni, mentre attorno a Clodio si radunarono gruppi di sostenitori, reclutati tra la plebe urbana, che diedero origine a numerosi disordini, contribuendo a creare nell'Urbe un diffuso clima di tensione e violenza. Clodio, dunque, divenuto punto di riferimento del popolo romano, fu prima edile, e si candidò poi alla pretura per il 52 a.C., deciso ad attuare un programma rivoluzionario. Pochi giorni prima dei comizi elettorali, tuttavia, Clodio perse la vita in uno scontro tra i propri uomini e i seguaci di Tito Annio Milone, candidato al consolato per il medesimo anno e suo nemico politico.
La sua figura, tra le più importanti nello scenario della crisi della repubblica romana, fu a lungo considerata come simbolo di corruzione e violenza, come appare in numerose opere di Cicerone. È stato tuttavia rivalutato dalla storiografia recente, che ha veduto in lui ora un agente dei triumviri, ora un uomo dalle geniali intuizioni politiche.

## Biografia

### Origini familiari e giovinezza
Publio Clodio Pulcro nacque come Publio Claudio Pulcro in data ignota: è tuttavia probabile, in base al cursus honorum che percorse, che sia nato tra il 93 e il 92 a.C. Apparteneva per nascita alla nobile gens Claudia, che poteva a sua volta vantare lontane e gloriose origini: essa era nata dal sabino Attus Clausus, patronus di oltre cinquemila clienti, il cui nome era stato poi latinizzato in Appio Claudio. Nel corso dei secoli, numerosi esponenti della gens raggiunsero ruoli di particolare prestigio; tra i Claudii Pulchri, in particolare, dieci ottennero il consolato, tre la censura.
La gens Claudia, dunque, generò uomini del tutto diversi tra loro, a cui tuttavia gli storici riconoscono l'uso comune di mantenere una politica liberale con l'intento di guadagnare il potere personale, e un comportamento altezzoso e violento nei confronti della plebe dal quale il solo Clodio seppe distaccarsi.
Rimane tuttora sconosciuta l'identità della madre di Clodio: è probabile che sia stata una esponente della gens Servilia, benché in passato fosse particolarmente accreditata la teoria, oggi considerata poco realistica, che si trattasse di Cecilia, seconda figlia del nobile Quinto Cecilio Metello Balearico. Il padre di Clodio, invece, fu Appio Claudio Pulcro, partigiano di Silla che, dopo un lungo esilio, rivestì il consolato nel 79 a.C. e fu poi proconsole in Macedonia, dove sconfisse in battaglia alcune tribù ribelli. Clodio aveva anche due fratelli, entrambi più grandi di lui, Appio e Gaio, una sorella maggiore, Clodia, e due omonime sorelle minori.
Il padre di Clodio morì, già vecchio, nel 76 a.C., e la gestione del patrimonio familiare ricadde sulle spalle del fratello maggiore dello stesso Clodio, Appio. Egli, che ricoprì nel 54 a.C. il consolato e morì pochi anni più tardi, si comportò in modo particolarmente brillante, e riuscì anche a dare in sposa le sorelle a personalità influenti.
Nel 62 o nel 61 a.C., Clodio sposò Fulvia. Ella, sebbene di lontane ascendenze plebee, era stata adottata dal console del 62 a.C., Lucio Licinio Murena e possedeva un discreto patrimonio. Dotata di un carattere autoritario ed irruente, Fulvia riuscì abilmente a sottomettere a sé Clodio, ma non gli fece mai mancare il suo sostegno durante tutta la sua vicenda politica, e gli rimase sempre fedele. I due generarono due figli: un maschio, Publio Claudio, che raggiunse la pretura attorno al 30 a.C. e che morì poi ancora in giovane età a causa degli stravizi, e una femmina, Clodia Pulcra, che attorno al 43 a.C. divenne moglie di Ottaviano.
Rimane sconosciuto il percorso educativo di Clodio, assieme al suo carattere e al suo aspetto: non se ne ha infatti nessuna rappresentazione. Secondo Cicerone, il giovane Clodio, dopo la morte di suo padre, si sarebbe lasciato andare a relazioni incestuose con le sorelle e a scandalosi rapporti con vecchi lussuriosi; il giudizio di Cicerone, tuttavia, potrebbe essere dettato dalla volontà di gettare discredito sul suo oppositore politico, e non risulta dunque del tutto attendibile. Clodio, assieme alla sorella maggiore, seppe radunare con sé un folto gruppo di amici, dissoluti eredi delle grandi famiglie aristocratiche, intavolando particolari rapporti con Gaio Scribonio Curione, Marco Antonio e Gaio Licinio Calvo.

### Dagli esordi al tribunato (69 - 59 a.C.)

#### Il servizio militare (69 - 66 a.C.)

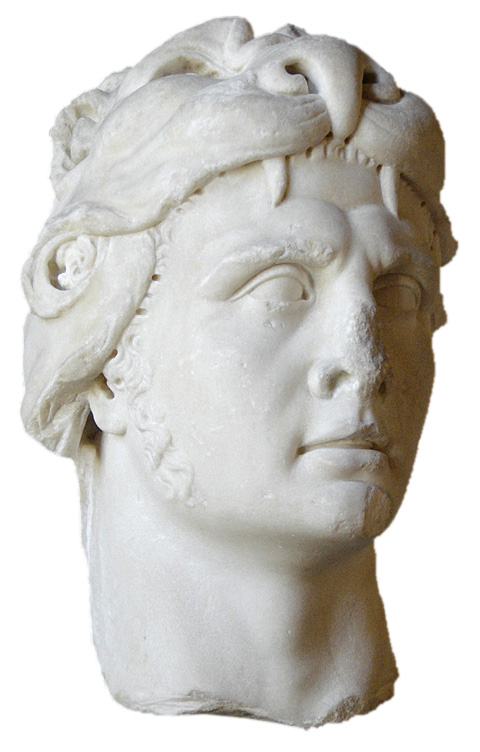
Il re del Ponto, Mitridate VI.

Nel 73 a.C. il re del Ponto Mitridate VI, alleato con il genero Tigrane II, invase la provincia romana di Bitinia, e successivamente quella d'Asia. Il comando delle legioni fu affidato a Lucio Licinio Lucullo, cognato di Clodio, che guidò con successo una controffensiva in Bitinia e Galazia e sconfisse Tigrane nel 69 a.C. Tuttavia i legionari, temendo di doversi addentrare nel territorio asiatico, si ammutinarono per ben due volte, costringendo Lucullo a ritirarsi verso sud. Clodio, che partecipando alla spedizione saliva il primo gradino del cursus honorum, ebbe in quel frangente modo di fomentare il malcontento che covava tra i legionari e contribuire al loro definitivo ammutinamento, che permise a Mitridate e Tigrane di riconquistare le terre che Lucullo aveva loro strappato.
(Plutarco, Vite parallele. Lucullo, 34; adatt. della traduzione di Antonio Traglia, UTET.)
La figura di Lucullo stava già subendo, all'epoca, un forte declino: il senato non ne tollerava l'arbitrarietà, i populares i trascorsi sillani, mentre gli equites lo accusavano di star prolungando la guerra in Oriente. Le province dell'Asia Minore, dunque, furono gradualmente riassegnate ad altri magistrati, in modo tale da diminuire sempre l'area su cui Lucullo esercitava la propria giurisdizione; nel 67 a.C., infine, il tribuno Aulo Gabinio propose, per contrastare il fenomeno dei pirati, una legge straordinaria che assegnasse a Gneo Pompeo l'imperium su tutta l'area mediterranea. Le pressioni del popolo, sobillato dal giovane Gaio Giulio Cesare, costrinsero il senato ad approvare la proposta, e Pompeo poté debellare i pirati in pochi mesi. Il tribuno Gaio Manilio, dunque, propose nel 66 a.C. una nuova legge con la quale fece assegnare allo stesso Pompeo il comando della guerra mitridatica.
L'azione di Clodio, che aveva favorito il fallimento di Lucullo (anche fomentando una ribellione tra le sue truppe durante l'assedio di Nisibis), assecondava, dunque, quelli che erano gli interessi di Pompeo e della classe politica romana. Il giovane, tuttavia, per evitare la probabile vendetta legale di Lucullo, nel 67 a.C. decise di rifugiarsi nella provincia di Cilicia, che era stata assegnata al cognato Quinto Marcio Re.
Marcio Re, che doveva anche a Clodio la sua nomina a governatore provinciale, confidando forse nelle doti militari del giovane, lo pose a capo di una flotta. Mentre si trovava in viaggio per mare, Clodio fu catturato da alcuni pirati, che lo tennero in prigionia fino alla vittoria di Pompeo. Per ottenere la libertà, il giovane chiese al re Tolomeo di Cipro di pagare il riscatto che i pirati chiedevano, ma questi offrì soltanto due talenti, suscitando lo sdegno di Clodio. Secondo Cicerone, il giovane fu costretto, durante la prigionia, a soddisfare i desideri sessuali dei suoi carcerieri.
Tornato in libertà, Clodio si recò in Siria ad Antiochia dove, nel tentativo di favorire l'ascesa del protetto di Marcio Re, Filippo II, cercò di sobillare la popolazione contro gli Arabi che appoggiavano il rivale Antioco XIII; la sua iniziativa, tuttavia, non ebbe successo, e Clodio rischiò anche di rimanere ucciso.

#### A Roma (66 - 63 a.C.)
Rientrato in patria ed evitata la vendetta di Lucullo, che non poté far altro che divorziare da Clodia, Clodio fece il suo esordio nel mondo forense nel 65 a.C. Il nobile decaduto Lucio Sergio Catilina, che aveva presentato la sua candidatura per il consolato del 64 a.C., era stato accusato di concussione: prima che la sua candidatura potesse essere accolta, dunque, era necessario che venisse dichiarato innocente del reato di cui era accusato. Ad assumere il ruolo di accusatore in quel frangente fu proprio Clodio: era infatti uso comune che i giovani delle famiglie nobili esordissero nella vita pubblica della città nei processi a cittadini piuttosto in vista. La presenza di una personalità ambigua come Clodio nel ruolo di accusatore, tuttavia, fece pensare al grande oratore Marco Tullio Cicerone di assumere la difesa di Catilina: sembrava dunque facile corrompere l'accusatore in modo tale che l'imputato uscisse assolto dal procedimento. Per motivi personali, Cicerone abbandonò poi il proposito di difendere Catilina, ma questi fu comunque assolto grazie all'aiuto del ricco Marco Licinio Crasso.
Nel 64 a.C. Clodio fu inviato nella Gallia Narbonense, dove era governatore Murena. Non si sa quali furono gli incarichi ufficiali che Clodio svolse in Gallia, ma secondo Cicerone anche in quel frangente si comportò in modo immorale falsificando documenti ufficiali e macchiandosi di omicidi e altri crimini. La permanenza nella provincia, tuttavia, permise a Clodio di stringere una solida amicizia con Murena, che gli affidò probabilmente il ruolo di sequester per la sua campagna elettorale per il consolato, nel 63 a.C. Grazie anche alla corruzione dell'elettorato, Murena riuscì vincitore nelle elezioni, e fu sottoposto anch'egli ad un processo dal quale, tuttavia, uscì indenne. Risulta tuttavia poco chiaro il ruolo di Clodio nella vicenda, che, secondo Cicerone, si sarebbe appropriato delle somme destinate alla corruzione del popolo.

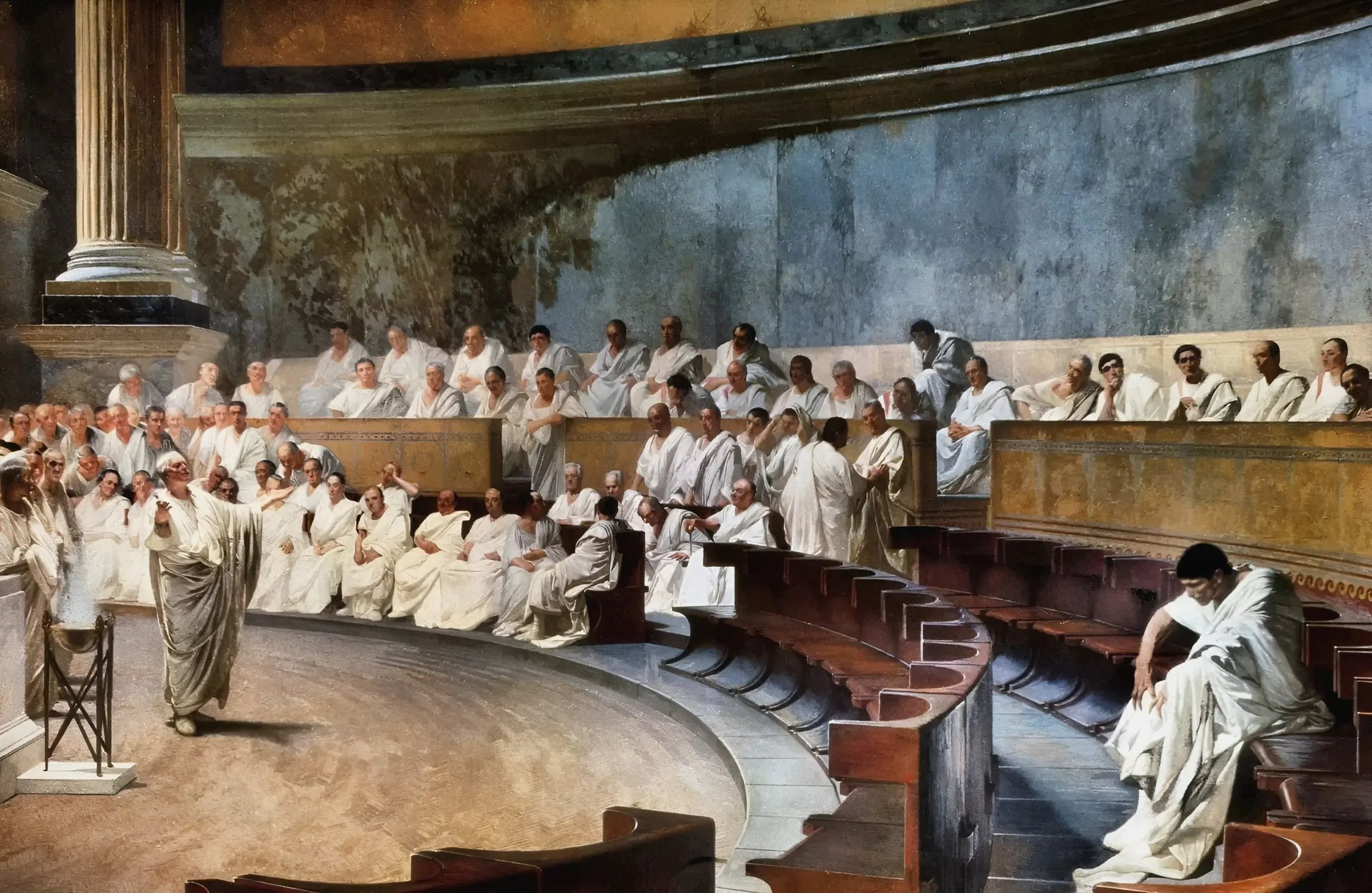
Cicerone denuncia Catilina in Senato, Cesare Maccari, 1880, Palazzo Madama

A occupare la scena politica nel 63 a.C. fu comunque la congiura di Catilina: questi, che non aveva potuto presentare la candidatura al consolato nel 65 a.C. a causa del processo che lo vedeva accusato, non era stato eletto neppure nelle elezioni dell'anno successivo. Ripresentò la propria candidatura anche per il 62 a.C., ma fu nuovamente sconfitto, mentre risultò eletto, nonostante l'accusa di corruzione, Murena. Catilina, dunque, iniziò ad organizzare un complotto, che probabilmente godeva anche dell'appoggio iniziale di Cesare e Crasso, con il fine di impadronirsi del potere e cancellare il predominio dell'oligarchia senatoria. Nel suo programma proponeva provvedimenti rivoluzionari a favore del popolo, tra cui l'abolizione dei debiti e una radicale riforma agraria. Grazie all'intervento del console Cicerone, tuttavia, Catilina fu costretto a lasciare Roma, mentre i suoi complici rimasti nell'Urbe furono arrestati il 3 dicembre. Due giorni più tardi, al senato spettò il compito di processarli: Cesare propose che venissero semplicemente condannati al confino e alla confisca dei beni, ma ad avere la meglio fu Marco Porcio Catone, che sosteneva la necessità di una condanna a morte. A dover ratificare la condanna a morte fu lo stesso Cicerone, che evitò di concedere ai catilinari la provocatio ad populum, ovvero l'appello al popolo cui tutti i cittadini romani condannati a morte avevano diritto. Prima ancora che Catilina, nei primi giorni del 62 a.C. venisse sconfitto e ucciso a Pistoia, a Cicerone furono rivolte le prime accuse, destinate a rimanere senza alcun esito al momento, riguardo al suo comportamento.
Durante tutta la vicenda della congiura, Clodio, profondamente legato a Murena, si mantenne fedele a Cicerone, di cui fu convinto collaboratore e guardia del corpo, allontanandosi da Catilina. Ottimi erano infatti i rapporti che legavano l'intera famiglia di Clodio al console: il fratello maggiore, Appio, che rivestiva il ruolo di augure, previde nel 63 a.C. una guerra intestina che avrebbe sconvolto in quello stesso anno Roma, conquistandosi così le simpatie di Cicerone, e rivestì alcuni ruoli ufficiali durante il processo dei catilinari. Quando, più tardi, i rapporti fra Clodio e Cicerone si incrinarono, questi accusò il suo ex collaboratore di aver partecipato attivamente alla congiura e di essere stato vicino a Catilina fino al momento in cui egli fuggì da Roma.

#### Lo scandalo dellaBona Dea(62 - 61 a.C.)

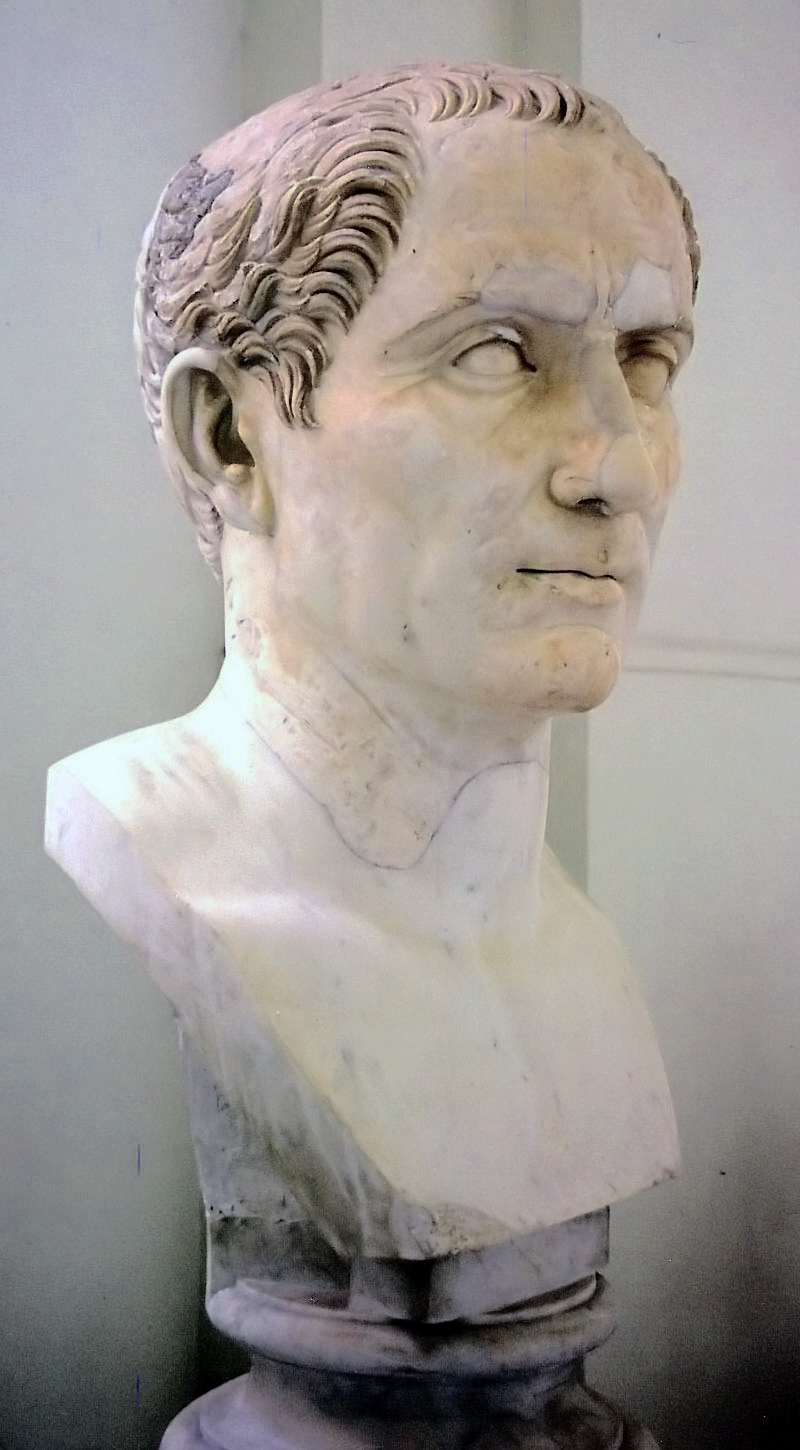
Busto di Gaio Giulio Cesare conservato al Museo archeologico nazionale di Napoli.

Nel 62 a.C., Clodio fu eletto questore per il 61 a.C., e alla fine dell'anno era dunque in attesa di ricevere l'incarico di amministratore delle finanze in una provincia.
La notte tra il 4 e il 5 dicembre, si festeggiavano, in onore della Bona Dea, i Damia: i riti, che quell'anno si svolgevano nella casa di Cesare, pontefice massimo e neoeletto pretore, erano interdetti agli uomini e officiati dalle sole donne. Clodio, che era amante della moglie di Cesare, Pompea, decise di intrufolarsi nella casa mentre erano in corso i preparativi per la festa: travestitosi da flautista per mantenere nascosta la propria identità, fu accolto da un'ancella di Pompea, di nome Abra, che era al corrente della relazione. Tuttavia, quando Abra si allontanò per avvisare Pompea dell'arrivo dell'amante, Clodio fu scoperto da un'altra ancella: al suo grido, accorsero le altre donne presenti in casa, e la madre di Cesare Aurelia Cotta, che coordinava i preparativi, scacciò Clodio.
Non sono chiare le motivazioni che indussero Clodio a compiere un simile atto: non sembra sufficiente il semplice ricorso alla relazione amorosa con Pompea, ma si pensa piuttosto ad una bravata giovanile o ad un atto di sfida contro il console Cicerone, cui l'anno prima era stato rivolto, secondo le vestali, un auspicio favorevole dalla Bona Dea. La vicenda non ebbe, in principio, grandi conseguenze; lo stesso Cicerone, anzi, ne parlava così in una lettera all'amico Tito Pomponio Attico:
(Cicerone, Lettere ad Attico, I, 12, 3; trad. di C. Vitali, Zanichelli.)
Il 1º gennaio 61 a.C., tuttavia, il cesariano Quinto Cornificio segnalò davanti al senato la vicenda, e fu dunque necessario istituire un processo contro Clodio, mentre le vestali e i pontefici ordinarono che si officiassero nuovamente i Damia. L'accusa mossa a Clodio era quella di incestus, e i consoli dovettero dunque far approvare da un'assemblea popolare una legge che stabilisse la composizione della giuria che avrebbe giudicato il reo. Il senato desiderava che si affidasse l'inchiesta ad un pretore urbano, per evitare che il popolo approvasse una lista di candidati tra cui sarebbero poi stati scelti i giudici. Nel tentativo di favorire Clodio, il console Marco Pupio Pisone Frugi Calpurniano presentò una legge che proponeva la selezione di una giuria: conscio del fatto che questa sarebbe stata bocciata dalle assemblee, sperava che il disordine che si sarebbe scatenato avrebbe potuto salvare Clodio. Non intervenne in difesa del giovane politico, invece, Pompeo, che, tornato dalla spedizione in Oriente, preferiva non aiutare un uomo che Lucullo e Catone consideravano un nemico personale.
Come previsto dallo stesso console Pisone, la sua proposta fu respinta, ma alla notizia i seguaci di Clodio, guidati dall'amico Curione, scatenarono gravi disordini nella città. Il senato fu quindi costretto ad approvare una legge con cui posponeva qualsiasi altro provvedimento al processo di Clodio: si bloccava così l'assegnazione delle questure nelle province e l'attività legislativa, e si rendeva contemporaneamente necessario agire al più presto. Il processo fu dunque aperto attorno alla metà di aprile: le testimonianze contro Clodio apparivano schiaccianti, mentre in molti ricordavano le azioni scellerate che il giovane aveva già compiuto in passato; Clodio fu costretto ad allontanare parte dei suoi servi dall'Italia per evitare che si decidesse di interrogarli sotto tortura, ma a confermare la sua colpevolezza furono soprattutto la madre e la sorella di Cesare.
Cesare, invece, decise di non testimoniare contro Clodio, desiderando probabilmente di ottenere l'amicizia di un uomo che godeva ampiamente del favore della plebe e di una personalità autorevole come Pompeo. Il pontefice massimo ripudiò tuttavia la moglie Pompea, sostenendo che sembrasse opportuno che della sua moralità non si dovesse neppure sospettare. Pompea, che appariva complice del reato, non fu infatti neppure chiamata a testimoniare.
Di fronte a tante testimonianze, la difesa di Clodio decise di respingere le accuse avvalendosi di false testimonianze e sostenendo che il giovane durante i Damia si fosse in realtà trovato ben lontano da Roma. Tuttavia, per motivi politici o per prudenza, Cicerone, che era con Clodio in ottimi rapporti, testimoniò di aver incontrato Clodio a Roma poche ore prima che si intrufolasse nella casa di Cesare. Il gesto, inaspettato e di difficile interpretazione, suscitò meraviglia e stupore tra gli astanti, scatenando nuovi disordini. Lo stesso Cicerone lo giustificò così:
(Cicerone, Lettere ad Attico, I, 16, 5; trad, di C. Vitali, Zanichelli.)
I sostenitori di Clodio, che dopo l'autorevole testimonianza di Cicerone rischiava la condanna a morte o l'esilio, assediarono il tribunale, e il pretore che gestiva l'inchiesta fu costretto ad assegnare una scorta armata ai giudici e a rinviare di due giorni la seduta durante la quale sarebbe stata pronunciata la sentenza. Grazie all'aiuto finanziario di Crasso, tuttavia, Clodio riuscì prima della seduta finale a corrompere la maggior parte dei giurati, e pochi giorni più tardi fu assolto per trentuno voti a venticinque. I voti in favore dell'assoluzione furono espressi in prevalenza da equites e tribuni dell'Erario, mentre i senatori preferirono comunque votare per la condanna.
Ripresa la normale attività del senato, Cicerone fu chiamato a relazionare riguardo alla vicenda, e, paragonando Clodio a Catilina nel tentativo di ricreare quella coesione che aveva legittimato le sue azioni due anni prima, pose fine alla sua amicizia con l'emergente politico senza possibilità di ritorno. Clodio, invece, fu inviato ad esercitare la questura in Sicilia, dove si recò attorno alla metà di maggio per fare ritorno a Roma dopo un solo anno. Nell'Urbe, intanto, Catone spinse il senato a punire i cavalieri che avevano permesso l'assoluzione di Clodio: quando questi fecero però bloccare il processo che li vedeva indagati, il senato tolse loro l'appalto per la riscossione delle imposte nella provincia d'Asia, che costituiva per loro una delle maggiori fonti di reddito.

#### Latransitio ad plebem(60 - 59 a.C.)

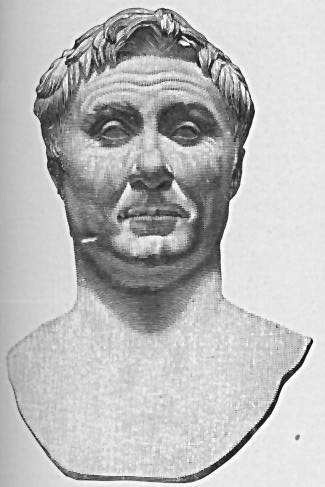
Busto di Gneo Pompeo Magno conservato alla Ny Carlsberg Glyptotek di Copenaghen.

Rotto ogni rapporto con la fazione degli optimates, Clodio, che già beneficiava dell'appoggio del popolo divenne uno dei leader popolari più in vista. A distanza di soli due anni dagli episodi della Bona Dea, decise di disconoscere le proprie origini patrizie per farsi adottare da una famiglia plebea e poter ambire al tribunato della plebe oppure all'edilità, in modo da potersi prendere una netta rivincita su Cicerone. Dopo un precedente primo tentativo che era stato vanificato dal veto di un altro tribuno della plebe, Clodio aveva fatto proporre, per mano di altri tribuni a lui fedeli, una legge che permettesse anche ai patrizi l'accesso al tribunato. Fallito anche quest'altro tentativo, al suo ritorno a Roma dalla questura in Sicilia Clodio decise di mantenere saldi i rapporti con i suoi clientes siciliani, in modo da intaccare il grande potere che Cicerone possedeva sull'isola dai tempi del processo a Verre.
Deciso a perseverare nel suo intento, Clodio pronunciò il 24 maggio del 60 a.C. la sacrorum detestatio, con cui disconosceva le proprie origini patrizie: si trattava di un atto grave e complicato, che poteva avvenire soltanto con il consenso dei sacerdoti. Clodio portò a termine la complessa cerimonia, ma essa non bastò a renderlo a tutti gli effetti plebeo, e gli ottimati continuarono a vietargli la candidatura al tribunato.
L'anno successivo la situazione cambiò radicalmente: a seguito degli accordi triumvirali, Cesare fu eletto console e si impegnò a soddisfare le richieste dei suoi alleati, Crasso e Pompeo. Permise dunque ai cavalieri di riscuotere nuovamente le imposte in Asia e concesse ai veterani di Pompeo le consuete assegnazioni di ager publicus. Grazie all'appoggio popolare, Cesare riuscì inoltre a neutralizzare il suo collega nel consolato, Marco Calpurnio Bibulo, e poté agire liberamente sulla scena politica.
A guadagnare a Clodio l'aperto appoggio di Cesare fu, seppure involontariamente, lo stesso Cicerone. Questi, nel corso di un processo in cui difendeva il suo collega nel consolato, Gaio Antonio Ibrida, pronunciò alcune dichiarazioni sgradite a Cesare. Quest'ultimo, nel ruolo di pontefice massimo, decise di conseguenza poche ore dopo il discorso di Cicerone di togliere la museruola a Clodio, permettendogli la transitio ad plebem, ovvero il passaggio allo stato di plebeo, di Clodio. Con l'assenso dell'augure Pompeo, dunque, Clodio fu adottato dal senatore plebeo Publio Fonteio, in realtà più giovane.
Clodio, dunque, rifiutò di ricadere sotto la patria potestas del senatore Fonteio, ma ottenne ugualmente lo stato di plebeo.
Con la transitio Clodio concretizzava il progetto politico che aveva inaugurato con i fatti della Bona Dea: avvicinandosi alla plebe e godendo dell'appoggio di personalità particolarmente influenti, diveniva uno dei leader in grado di gestire le assemblee dei plebei, dove l'influenza degli ottimati era particolarmente lontana.
Sebbene Clodio provasse una particolare riconoscenza nei confronti di Cesare, che lo aveva favorito anche in occasione dei fatti della Bona Dea, pensò, una volta guadagnato lo status di plebeo, di contrarre un'alleanza con gli altri triumviri o con alcuni senatori. Furono tuttavia gli stessi triumviri a offrire un incarico diplomatico in Armenia a Clodio; questi, che in passato aveva declinato anche l'offerta di recarsi in Egitto, lo rifiutò, ed entrò così in contrasto con Cesare, Pompeo e Crasso, che a loro volta gli negarono l'accesso alla commissione incaricata di attuare le leggi agrarie cesariane.
La tensione si trasformò presto in aperto conflitto: i triumviri negarono la liceità della transitio di Clodio, mentre questi avanzò la sua candidatura al tribunato con l'intento dichiarato di annullare i provvedimenti di Cesare, attirandosi così la simpatia di numerosi optimates. Ben presto, anche il popolo iniziò a dimostrare per Clodio una simpatia maggiore di quella che provava per lo stesso Cesare, che per rappresaglia minacciò addirittura la sospensione delle distribuzioni gratuite di frumento. Nel tentativo di salvare gli accordi triumvirali, che sembravano sempre più in crisi, Cesare tentò di attirare dalla sua parte Cicerone offrendogli incarichi di prestigio, ma quegli, che pure non aveva nessuna fiducia nello strano ed incerto comportamento di Clodio, rifiutò.
La situazione si risolse soltanto quando fu sventata, nell'agosto, una presunta congiura contro Pompeo, che avrebbe dovuto avere in Lucio Vezio il suo esecutore materiale. Il pericolo ricompattò i triumviri, che permisero dunque che Clodio potesse essere eletto tribuno della plebe per il 58 a.C.

### Il tribunato (58 a.C.)

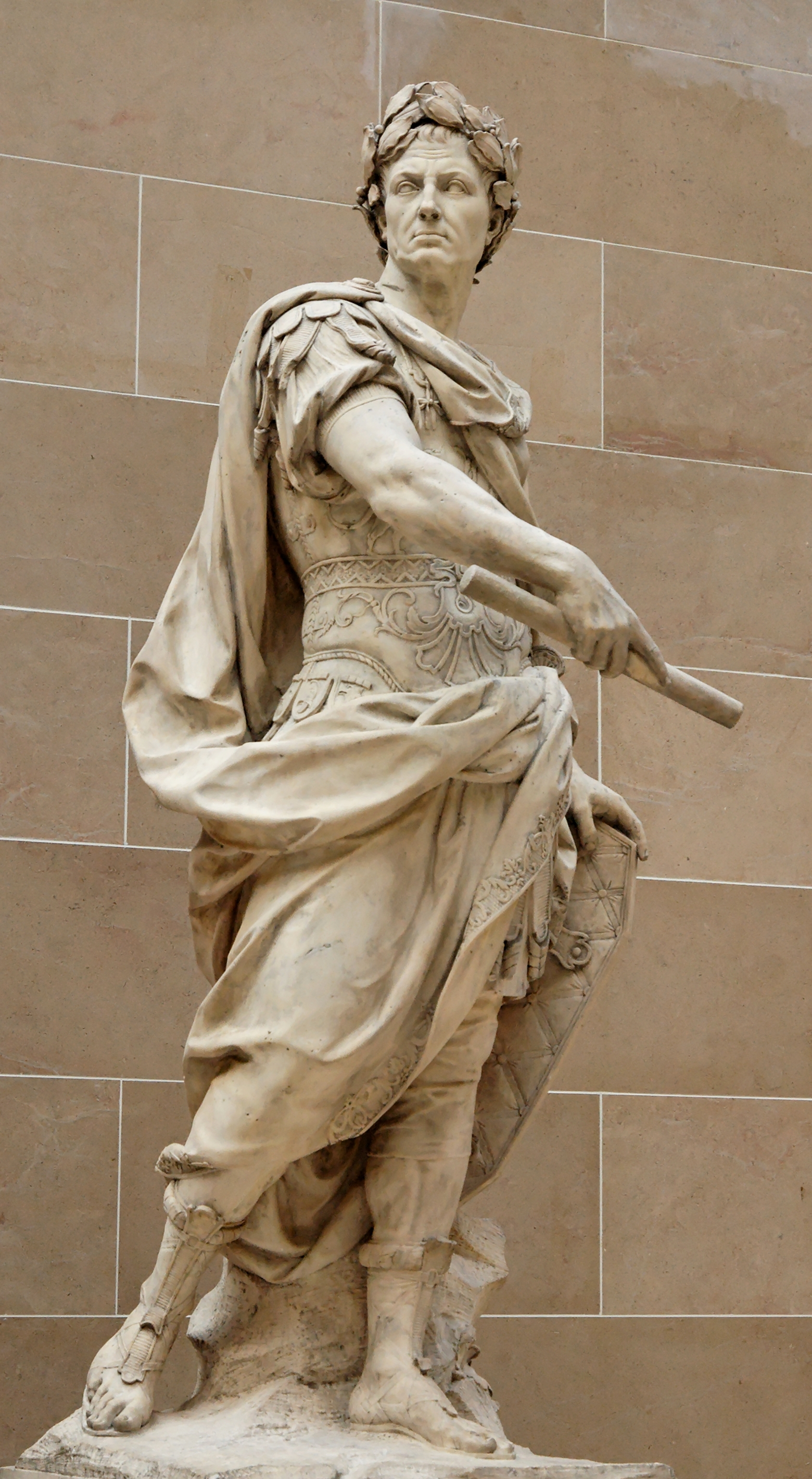
Statua di Giulio Cesare realizzata da Nicolas Coustou, Parigi, palazzo delle Tuileries (1696).

Il 1º gennaio del 58 a.C. entrarono in carica i consoli Lucio Calpurnio Pisone Cesonino e Aulo Gabinio, entrambi fedeli alleati dei triumviri, che gestivano ormai l'attività politica dell'Urbe. Grazie alla ristabilita amicizia con Cesare, anche Clodio poté dedicarsi ad un'intensissima attività legislativa, che lo portò a far approvare dodici o tredici plebisciti in soli cinque mesi, evitando l'opposizione del senato inerme. I risultati che il tribuno ottenne furono notevolissimi, e paragonabili a quelli riscontrati solo nel biennio di attività di Gaio Gracco.
Avere un giudizio oggettivo sulla politica tribunizia di Clodio risulta difficile, poiché la fonte principale sull'opera del politico è costituita dalle opere del nemico Cicerone, che tende a mettere in evidenza i lati peggiori dell'avversario politico. Clodio entrò in carica come tribuno, assieme ai suoi nove colleghi, il 10 dicembre del 59 a.C., e presentò immediatamente quattro disegni di legge con i quali sperava di ottenere l'appoggio di plebei, cavalieri e senatori. Avrebbe così disposto di un'ampia fascia di sostenitori, la cui consistenza avrebbe a sua volta dissuaso i suoi colleghi tribuni dall'utilizzare il diritto di veto contro i suoi provvedimenti. Le prime quattro proposte furono votate, dopo circa venticinque giorni dal momento in cui Clodio le aveva avanzate, il 4 gennaio del 58 a.C.

#### Lalex de collegiis
I collegia compitalicia, organizzazioni cultuali istituite secondo la tradizione dal re Numa Pompilio con lo scopo di celebrare i riti in onore dei lares compitales, le divinità che sorvegliavano i crocicchi, erano stati sciolti con una legge nel 64 a.C. Si trattava di società che riunivano individui di ogni classe sociale, e che potevano costituire un pericoloso terreno per la diffusione di idee sovversive come quelle che avevano animato la congiura di Catilina.
La prima proposta di Clodio, la lex de collegiis, prevedeva che i collegia sciolti fossero nuovamente istituiti, e che ad essi se ne affiancassero degli altri, da cui lo stesso Clodio avrebbe tratto, in seguito, la gran parte dei suoi sostenitori. Pochi giorni prima del voto, Clodio, con l'appoggio del console Pisone, fece celebrare i ludi Compitalicii, i festeggiamenti annuali organizzati dai collegia compitalicia, che non si tenevano dal 64 a.C. Nonostante l'opposizione di un altro tribuno, particolarmente legato a Cicerone, i ludi si tennero senza alcun problema, e, il 4 gennaio, la lex de collegiis fu approvata con ampi consensi. Lo stesso Cicerone, forse incapace di capire quale fenomeno politico stesse avendo inizio, forse nel tentativo di ricucire i rapporti con Clodio o forse nella speranza che il tribuno compisse mosse che lo screditassero, si disse favorevole alla proposta.

#### Lalex frumentaria
La seconda proposta avanzata e fatta approvare da Clodio il 4 gennaio fu quella di una lex frumentaria. Dai tempi dei Gracchi era stata istituita a Roma una periodica distribuzione di grano a prezzo politico per le famiglie meno abbienti. Clodio fu il primo a proporre distribuzioni completamente gratuite e a evitare di fissare un numero limitato di beneficiari che potessero usufruire delle distribuzioni. Egli per primo, inoltre, affidò la cura dell'annona ad un liberto, Sesto Clelio.
Il provvedimento clodiano ebbe ripercussioni importanti sull'economia romana. Per finanziarlo risultò necessaria la spesa annuale di un quinto delle entrate che Roma riceveva dalle imposte, per una cifra di 64 milioni di sesterzi. Le spese, tuttavia, dovevano essere compensate dalle nuove entrate previste a seguito della legge sull'annessione di Cipro, e garantivano a Clodio l'appoggio incondizionato della plebe urbana. A seguito dell'approvazione della lex frumentaria, registrò un netto aumento anche il numero delle emancipazioni, poiché i nuovi liberti potevano facilmente essere iscritti alle liste dei beneficiari delle distribuzioni; queste liste, infatti, erano curate dallo stesso Clodio o dai collegia che aveva restituito, e divennero ben presto un fattore attraverso il quale era facile controllare tutti i membri della classi inferiori.
Con la sua lex frumentaria, Clodio tentò anche di ostacolare le riforme promulgate l'anno precedente dal console Cesare, che aveva minacciato la cessazione delle distribuzioni di grano. In questo modo il tribuno della plebe sperava di acquisire il ruolo di capofazione dei populares, sostituendosi allo stesso Cesare. Quando questi, più tardi, rivestì la dittatura, infatti, dovette tempestivamente ridurre il numero dei beneficiari delle distribuzioni frumentarie.

#### La legge sull'ostruzionismo

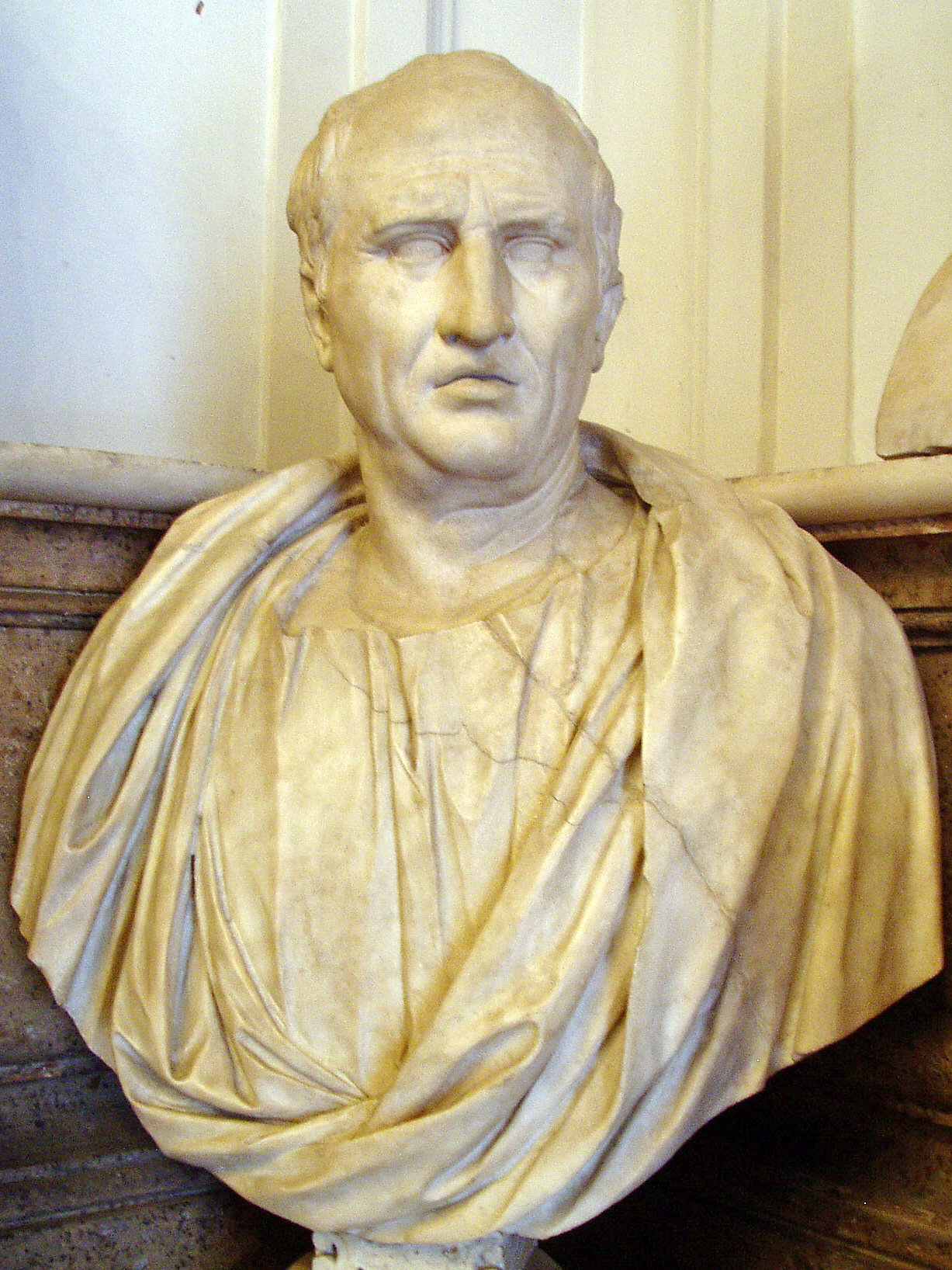
Busto di Cicerone nei Musei Capitolini di Roma

La terza proposta di legge presentata e fatta approvare da Clodio il 4 gennaio, sul tema dell'ostruzionismo, liberava l'attività politica da una serie di costrizioni di carattere religioso cui essa era sottoposta. La legge impediva che, da quel momento in poi, si potessero rinviare le sedute delle assemblee in base agli auspici, e permetteva invece che le sedute si tenessero anche in quei giorni in cui, sempre secondo le antiche consuetudini religiose, non era stato fino ad allora possibile convocarle.
Non è chiaro se il provvedimento riguardasse tutte le assemblee popolari o solo alcune, e sembra che inoltre obbligasse il magistrato che intendeva interrompere le sedute a presentarsi personalmente all'assemblea, esponendosi così ad eventuali attacchi violenti da parte della folla. Il provvedimento sull'ostruzionismo, nel complesso, favorì l'approvazione delle altre leggi proposte da Clodio durante il suo tribunato, e impedì agli optimates di bloccare le decisioni delle assemblee popolari.

#### La legge sul potere dei censori
L'ultima delle proposte avanzate da Clodio il 4 gennaio fu una legge con il compito di regolamentare i poteri dei censori. I provvedimenti proposti furono accolti, e rimasero in vigore fino al 52 a.C.
Fin dal 312 a.C. ai censori spettava il compito della redazione della lectio senatus, ovvero la lista di tutti coloro che erano ritenuti degni di prendere parte all'assemblea. I censori si occupavano inoltre della suddivisione dei cittadini in più categorie secondo il censo di ognuno, e la loro opera svolgeva dunque un ruolo fondamentale nel regolamento della vita politica dell'Urbe. La decisione che uno dei due censori prendeva nello svolgimento dei compiti assegnatigli non poteva, infatti, essere contestata, se non con un'onerosa opposizione da parte del collega.
Clodio, dunque, fece sì che le decisioni dei censori fossero vagliate attraverso un giudizio collegiale: in questo modo, il tribuno cercava di garantirsi l'appoggio del consistente numero di coloro che, entrati di recente a far parte del senato, rischiavano di esserne espulsi per indegnità; negli ultimi anni, infatti, la lectio dei censori non era stata effettuata per via delle pressioni politiche. L'unica lectio regolata secondo le indicazioni del plebiscito clodiano fu quella del 55 a.C., i cui effetti furono poi annullati dai provvedimenti del 52 a.C.

#### Il processo a Vatinio
Dopo i primi notevoli successi ottenuti nei panni di tribuno, Clodio si assunse l'incarico di difendere un tribuno filocesariano dell'anno precedente, Publio Vatinio, che era stato accusato di aver commesso atti irregolari nella sua attività legislativa. Il processo contro Vatinio era a tutti gli effetti un attacco a Cesare, e Clodio poté, difendendo il tribuno sotto accusa, ribadire la sua fedeltà al leader popolare.
Fallito il tentativo di ostacolare il regolare corso della giustizia, con l'obiettivo di salvare Vatinio da un'eventuale condanna, Clodio fece allora, per la prima volta dall'epoca dei fatti della Bona Dea, ricorso alla violenza: si servì dei propri sostenitori e di quelli di Vatinio per esercitare pressioni su coloro che erano incaricati di celebrare il processo, e prefigurando così nuovamente i massicci fenomeni violenti a cui si sarebbe legato inscindibilmente poco tempo più tardi.
Nonostante il coinvolgimento nel processo di Vatinio, Clodio proseguì nella sua attività legislativa, proponendo una serie di leggi che dimostrano come il tribuno avesse la capacità di studiare ogni volta la soluzione adatta a portare avanti il proprio disegno in un clima politico instabile com'era quello in cui si trovava a vivere.

#### Leggi sull'annessione di Cipro, su Bisanzio e su Catone

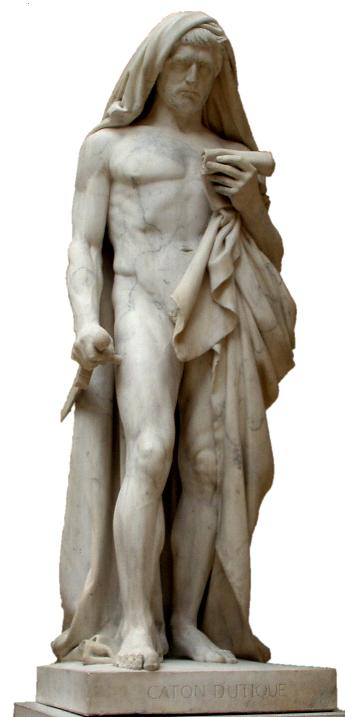
Catone Uticense legge il Fedone, prima di togliersi la vita. Statua di Jean-Baptiste Romand e François Rude (1832), oggi conservata al Museo del Louvre.

Tra febbraio e marzo, Clodio promosse altri tre plebisciti che decretarono l'annessione di Cipro allo Stato romano, il rimpatrio di alcuni esuli a Bisanzio e infine l'allontanamento di Catone da Roma perché sovrintendesse all'esecuzione dei precedenti decreti.
La questione dell'annessione di Cipro rappresentò un importante momento di conflitto tra Clodio e il senato: era consuetudine ormai consolidata che ai senatori spettassero le decisioni di politica estera, tuttavia Clodio riuscì a far prevalere, attraverso il volere della plebe, le sue intenzioni su quelle degli aristocratici. Alla sua morte, nell'87 a.C., il re d'Egitto Tolomeo X aveva lasciato il suo regno in eredità a Roma, ma l'Urbe non l'aveva annesso, e nel 59 a.C., anzi, aveva riconosciuto come suo legittimo successore il re Tolomeo XII Aulete, dopo che questi aveva dato ai triumviri una somma di 140 milioni di sesterzi.
Clodio, dunque, decise di proporre l'annessione di Cipro, il cui re, Tolomeo di Cipro, era fratello minore di Tolomeo XII, per finanziare i provvedimenti conseguenti alla sua lex frumentaria e per risanare il bilancio pubblico: alla proposta seguirono le reazioni favorevoli della plebe e dei cavalieri, che vedevano come un'ulteriore possibilità di arricchimento quella di aggiudicarsi i diritti per l'esazione delle tasse. Anche il console Gabinio appoggiò la proposta clodiana: ambiva infatti al proconsolato nella provincia di Cilicia, cui Cipro sarebbe stata aggiunta.
Dopo l'approvazione della legge sull'annessione di Cipro, Clodio riuscì senza problemi a far approvare un'altra legge che prevedeva il rimpatrio di alcuni esuli nella città autonoma di Bisanzio, da cui erano probabilmente stati espulsi a seguito di qualche avvenimento dell'epoca delle guerre mitridatiche. Non è escluso che Clodio potesse avere interessi personali nel rimpatrio degli esuli.
Clodio, infine, fece approvare un terzo ed ultimo provvedimento che incaricava Catone di accompagnare gli esuli durante il loro ritorno a Bisanzio e, in seguito, di impossessarsi nel nome di Roma dei beni del re di Cipro, suicidatosi dopo l'approvazione del primo plebiscito clodiano. In questo modo, uno fra i più autorevoli rappresentanti della classe senatoria, difensore del sistema repubblicano e particolarmente stimato per la sua totale integrità morale, veniva allontanato per un certo periodo di tempo dalla scena politica, in modo tale che fosse favorita l'eventuale affermazione personale dello stesso Clodio. Pare che anche lo stesso Cesare si sia congratulato con Clodio poiché questi era riuscito ad eliminare, seppur provvisoriamente, dalla scena politica un avversario stimato e potente.
Anche lo stesso Catone, tuttavia, ottenne numerosi benefici dall'incarico assegnatogli: poté divenire patronus degli abitanti di Cipro, e non consegnò mai i rapporti sulla sua attività di governatore dell'isola, sostenendo di averli persi durante un incendio e un naufragio; al suo ritorno a Roma nel 56 a.C., inoltre, difese apertamente il suo operato e la liceità dei plebisciti con cui Clodio gli aveva affidato gli incarichi nelle province.
Con i tre plebisciti su questioni di politica estera, dunque, Clodio riuscì a ridurre l'autonomia decisionale del senato a tutto vantaggio dell'assemblea popolare; allo stesso tempo, garantì un incarico particolarmente remunerativo ad uno dei più tenaci difensori della repubblica, allontanandolo dalla scena politica senza alienarsene le simpatie.

#### Le leggi sulle province consolari
Ottenuti i primi notevoli successi con i plebisciti del quattro gennaio e con quelli sulla politica estera, Clodio decise, seguendo l'esempio del suo predecessore Vatinio, di determinare per legge le province in cui i consoli in carica si sarebbero recati come proconsoli l'anno seguente. Furono votate, tra marzo e maggio, due leggi sull'argomento: con il primo provvedimento, a Pisone fu affidata la Macedonia, a Gabinio la Cilicia. Ivi i proconsoli avrebbero disposto di poteri più ampi di quelli abituali: avrebbero potuto liberamente reclutare uomini per l'esercito e nominare i propri legati, amministrare con libertà i fondi pubblici e imporre il proprio volere anche su genti libere.
Quando, tuttavia, fu assegnato a Catone l'incarico di sovrintendere al rimpatrio degli esuli di Bisanzio e al sequestro dei beni reali di Cipro, Clodio fu costretto ad affidare a Gabinio la ricca provincia di Siria, dove il proconsole avrebbe avuto l'onere di condurre una guerra interna godendo di tutte quelle prerogative che gli erano state decretate con il precedente plebiscito.

#### Lalex de capite civis Romani

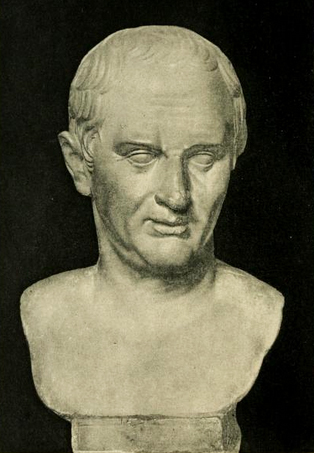
Busto in marmo di Cicerone conservato al Museo del Prado di Madrid.

Nel marzo, Clodio propose un'altra legge che aveva l'obiettivo di garantire i "diritti costituzionali" del cittadino, limitando il potere del senato e degli ottimati nel corso dei processi: si metteva in discussione la liceità dei senatus consulta ultima, i provvedimenti che il senato poteva adottare in caso di estrema necessità per garantire l'incolumità dello Stato. In particolare, si sottolineava la necessità di concedere ai condannati la facoltà di appello al popolo, la provocatio ad populum: il provvedimento clodiano sanzionava così con valore retroattivo il comportamento di coloro che avessero ratificato l'uccisione di un cittadino romano senza concedergli tale diritto. Pur senza che se ne facesse esplicita menzione, dunque, il provvedimento era diretto in primo luogo contro Cicerone, che nel 63 a.C. aveva permesso la condanna dei Catilinari senza appello al popolo.
Una simile proposta fu favorevolmente accolta dalle fasce più basse della popolazione e dai sostenitori di Catilina, che non avevano gradito l'atto di forza del senato nel 63 a.C. Al progetto clodiano non mancava, inoltre, l'appoggio di Cesare, che in occasione del processo ai Catilinari si era battuto con convinzione perché si scegliesse il confino come condanna, e dei triumviri, che avrebbero così visto diminuire il potere del senato. In particolare, Cesare riteneva utile per i suoi piani l'allontanamento da Roma di Cicerone, fervido difensore della Repubblica, in occasione del suo proconsolato nelle Gallie, che lo avrebbe costretto a rimanere per lungo tempo lontano dall'Urbe. La nobilitas, nel tentativo di scongiurare il rischio di una serie di provvedimenti più radicali che esautorassero il senato, decise dunque di non ostacolare il provvedimento, e fu costretta ad accettare che, dopo l'allontanamento di Catone, anche Cicerone avrebbe dovuto lasciare la scena politica.
Visto il generale consenso che si configurava attorno alla proposta di Clodio, alla vigilia della sua approvazione Cicerone lasciò Roma, sostenendo di essere stato invitato a farlo da Pompeo e dagli ottimati, che speravano così di evitare disordini.

#### Lalex de exilio Ciceronis
Sia prima che dopo il passaggio della legge, numerose furono le manifestazioni in favore di Cicerone: i cavalieri, appoggiati da buona parte delle popolazioni italiche, si vestirono a lutto e assediarono pacificamente il Campidoglio, ma furono poi costretti a lasciare Roma per le pressioni esercitate dal console Gabinio. Anche un principio di protesta dei senatori fu istantaneamente sedato dai consoli, che vedevano nel sostegno accordato dall'Urbe a Cicerone una protesta contro l'egemonia dei triumviri e dei loro uomini. Allo stesso modo, anche i cavalieri temevano che i poteri straordinari concessi ai consoli in carica per quando avrebbero assunto il governo di una provincia potessero ostacolare le attività dei pubblicani: le manifestazioni in favore di Cicerone rappresentavano dunque un moto di protesta contro gli stessi consoli.
Approfittando del sostegno popolare, invece, Clodio decise di avanzare un'altra proposta con valore retroattivo che condannasse Cicerone all'esilio e gli impedisse, dunque, di rientrare nell'Urbe. Stilò dunque la proposta della lex de exilio Ciceronis: in essa si faceva preciso riferimento ai fatti del processo ai Catilinari e Cicerone era accusato di aver falsificato il senatus consultum ultimum del 5 dicembre del 63 a.C., con cui era stata approvata la condanna a morte. Clodio poneva termine, in questo modo, alle numerose contestazioni seguite alla condanna dei Catilinari, incolpando di tutto quanto era successo il solo Cicerone. Poco tempo dopo, inoltre, alla lex de exilio Ciceronis fu aggiunta una clausola che impediva al console del 63 a.C. di avvicinarsi a 400 o 500 miglia dai confini dell'Italia. Cicerone, di conseguenza, non poteva rifugiarsi presso i suoi clientes siciliani, e chiunque lo avesse ospitato mentre si trovava all'interno della zona proibitagli avrebbe rischiato la confisca dei beni e la condanna a morte.
Clodio si occupò personalmente, inoltre, di vendere, in vantaggio del popolo, gli schiavi e i terreni di Cicerone, e di provvedere all'abbattimento delle sue proprietà a Roma, Tusculum e Formia. Si trattava della pena riservata a coloro che avessero aspirato al potere assoluto, e a Cicerone si riconosceva dunque un atteggiamento dispotico.
Lo stesso Clodio si impadronì di parte del terreno su cui sorgeva la casa di Cicerone sul Palatino allargando le sue proprietà: il colle, che sorgeva nelle immediate vicinanze del foro, costituiva un luogo fondamentale per la vita politica dell'Urbe. Il tribuno ordinò inoltre la costruzione, sui suoli appartenuti a Cicerone, di un tempio intitolato alla Libertà, cui fu anche dedicata una statua.
I provvedimenti contro Cicerone colpirono, infine, anche i suoi familiari: la moglie Terenzia fu più volte vittima di aggressioni, e il fratello Quinto, governatore d'Asia, fu costretto a tornare a Roma per sottostare a un processo per concussione, dal quale uscì però assolto.

#### La legge sulla Galazia
Disponendo ormai di un potere pressoché illimitato grazie al favore di cui godeva presso il popolo, Clodio propose entro la metà di maggio un nuovo plebiscito che si occupava di questioni di politica estera. Il provvedimento, che riguardava l'assetto della Galazia, confermava il titolo di re all'alleato di Pompeo, Deiotaro, riconosciuto da Roma l'anno precedente, ma gli affiancava il genero Brogitaro, a cui veniva attribuita la stessa dignità. A Brogitaro, inoltre, veniva affidato il controllo del santuario di Pessinunte, dedicato alla Grande Madre, che fino ad allora era stato amministrato da Deiotaro.
A motivare questa decisione fu probabilmente il desiderio di Clodio di reimpossessarsi di un culto, quello della Grande Madre, che era stato introdotto in Roma dalla sua gens. Allo stesso tempo, il tribuno andava in questo modo a ledere gli interessi di Pompeo nell'area dell'Asia Minore, ponendo i presupposti per il conflitto che di lì a poco lo avrebbe contrapposto al triumviro e ai suoi uomini. A giustificare il plebiscito intervennero, secondo Cicerone, anche motivazioni d'altro ordine: in cambio dell'appoggio politico, Brogitaro avrebbe garantito a Clodio ingenti somme di denaro, ospitalità e aiuto.

#### L'opposizione a Pompeo

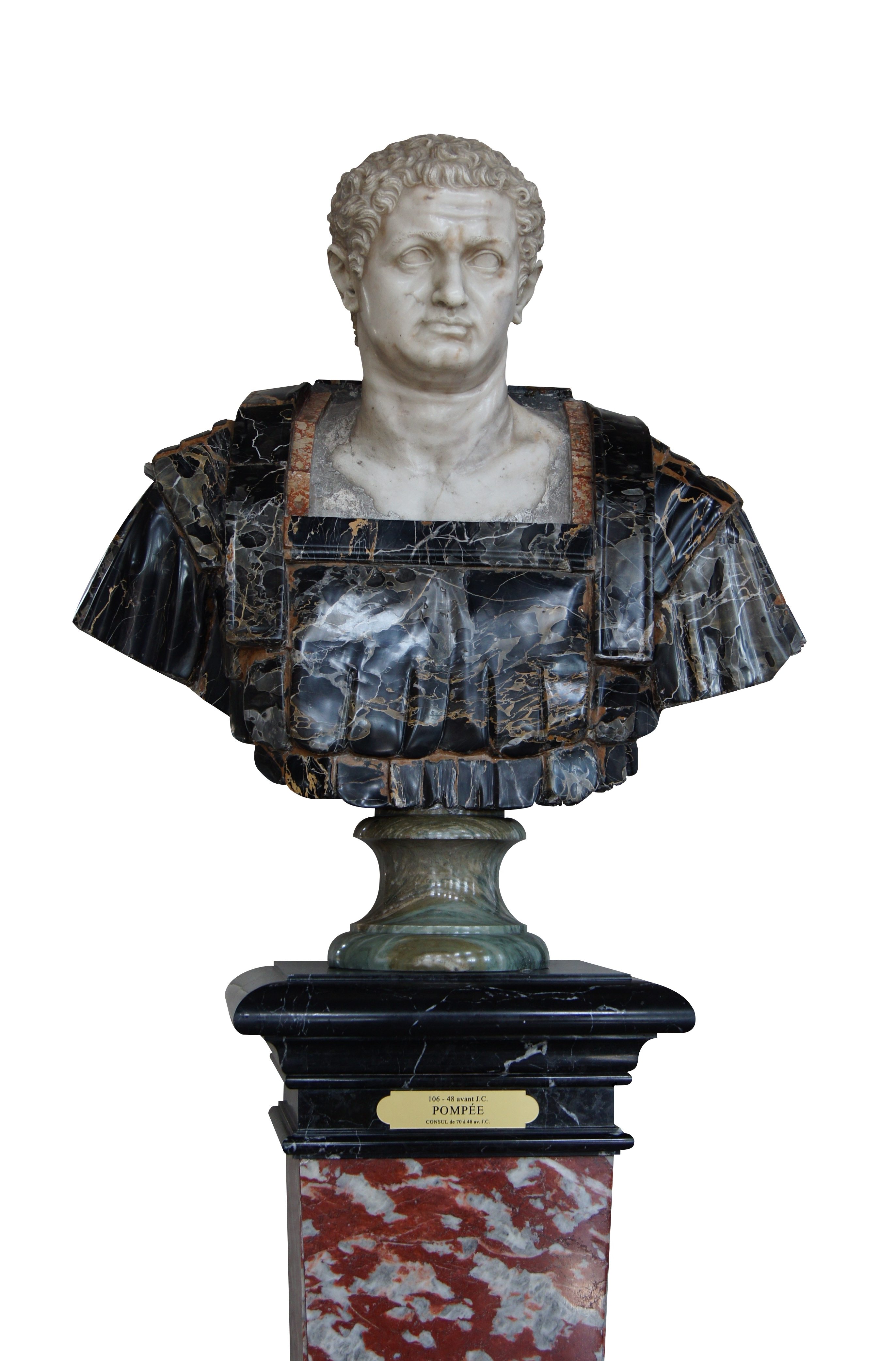
Busto di Gneo Pompeo Magno del XVII secolo, conservato allo Château de Vaux-le-Vicomte

Fatta approvare la legge sulla Galazia, Clodio, forse sobillato da Cesare, diede inizio a una decisa opposizione nei confronti di Pompeo e dei suoi uomini: nel mese di maggio, infatti, forte dell'inviolabilità garantitagli dalla carica tribunizia, rapì il principe Tigrane, figlio dell'omonimo sovrano d'Armenia, mentre si trovava in Roma. Ignorando le richieste di Pompeo, decise dunque di rinviarlo in Armenia. La nave su cui fece imbarcare il principe, tuttavia, fu costretta ad approdare ad Anzio poco dopo aver preso il largo. Gli uomini di Clodio, sbarcati a terra, trovarono che ad attenderli erano giunti alcuni seguaci di Pompeo. Si scatenò un violento scontro, durante il quale rimase ucciso un cavaliere inviato da Pompeo, e i Clodiani riuscirono ugualmente a portare a termine la loro missione, riaccompagnando Tigrane in patria.
A seguito di questi fatti il conflitto fra Clodio e Pompeo si fece accesissimo: le bande armate dei seguaci di Clodio, che avevano già causato disordini l'anno precedente e durante il processo a Vatinio, attaccarono i littori del console pompeiano Gabinio, rompendo i loro fasces. Pompeo, pur avendo a suo tempo sostenuto i plebisciti clodiani, iniziò allora a sperare in un ritorno di Cicerone, nemico giurato del tribuno. Il 1º giugno, dunque, mentre Clodio era fuori Roma, un tribuno della fazione degli optimates, Quadrato, propose una legge che consentisse il ritorno a Roma dell'illustre personaggio, ma il provvedimento, che pure era stato approvato all'unanimità, fu reso nullo dal veto di un altro tribuno, Elio Ligure.
L'11 agosto fu arrestato uno schiavo che sostenne di essere stato incaricato da Clodio di uccidere Pompeo. Il triumviro, tuttavia, piuttosto che prendere provvedimenti contro il suo nemico, preferì allontanarsi dall'Urbe. Clodio, allora, decise di andare contro le leggi approvate dallo stesso Cesare durante il suo consolato dell'anno precedente: convocata l'assemblea, chiamò l'ex console Bibulo, collega di Cesare, a testimoniare che le leggi approvate nel 59 a.C. erano passate in modo illegale, senza gli auspici. Lo stesso Bibulo, tuttavia, in un'altra assemblea dichiarò che l'adozione di Clodio era in realtà nulla, e che dunque altrettanto nulla doveva considerarsi l'opera del tribuno.
La repentina quanto inaspettata mossa di Clodio appare di difficile interpretazione: potrebbe trattarsi di un progetto elaborato con l'appoggio di Crasso che mirasse a portare il dives in una posizione di preminenza sugli altri triumviri, o più semplicemente di un atteggiamento sarcastico con il quale lo stesso Clodio tentava di scongiurare l'eventualità che i provvedimenti da lui presi, che minavano gli interessi dell'ordine senatorio, fossero annullati. La seconda dichiarazione di Bibulo, tuttavia, legò inscindibilmente l'attività legislativa di Clodio a quella di Cesare: se questa fosse stata considerata nulla, la stessa sorte sarebbe spettata a quella del tribuno.
Il 29 ottobre, infine, l'intero collegio tribunizio, a eccezione di Clodio e di Ligure, propose una legge che prevedeva la riassegnazione a Cicerone dei diritti civili e delle dignità di senatore che possedeva prima di essere esiliato, senza che tuttavia si facesse menzione di eventuali risarcimenti materiali per compensare la perdita delle numerose proprietà. La proposta, che certamente godeva del favore dell'aristocrazia, fu comunque ritirata, senza tuttavia che la questione trattata venisse accantonata.

#### Le altre leggi
Sono riconducibili all'attività legislativa di Clodio due ulteriori provvedimenti, che però non sono databili né definibili con esattezza: il primo di essi, la lex Clodia de iniuriis publicis, affrontava la questione delle pene da infliggere a chi si fosse reso colpevole di atti oltraggiosi. Risulta impossibile delineare con certezza la funzione di tale legge, ma sembra tuttavia che essa abolisse le severe normative sillane a cui il reo di iniuria doveva sottostare.
La seconda delle leggi attribuibili a Clodio, citata in un passo di Svetonio, è la lex Clodia de scribis questoriis: essa vietava agli scribi dei questori la pratica del commercio. È possibile che la legge citata da Svetonio sia tuttavia un'omonima lex Claudia del 218 a.C., con la quale si vietava a tutti i senatori l'esercizio del commercio. È comunque altrettanto probabile che Clodio, dopo la sua esperienza di questore in Sicilia nel 61 a.C., avesse sviluppato un certo interesse per i problemi amministrativi: gli interessi commerciali di governatori e scribi, difatti, andavano spesso a scapito dei provinciali.

### Dal ritorno di Cicerone alla morte (57 - 52 a.C.)

#### Il ritorno di Cicerone (gennaio - settembre 57 a.C.)

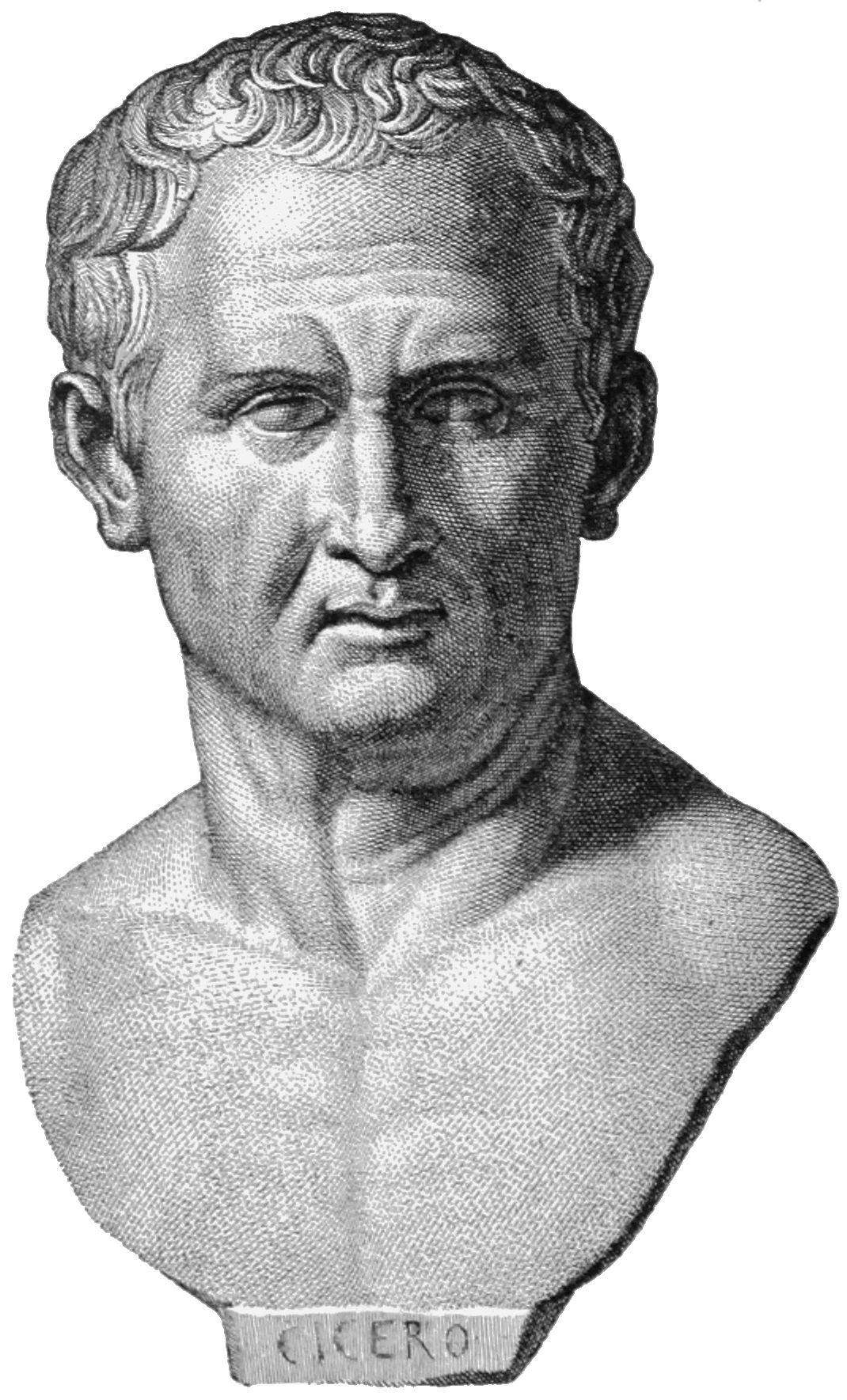
Una riproduzione di un busto di Cicerone.

Giunto al termine del suo anno da tribuno, Clodio mantenne legati a sé gli animi della plebe urbana di Roma, contraria alla politica dei senatori ed estranea a quella dei triumviri: grazie all'appoggio popolare, dunque, Clodio disponeva ancora di notevole influenza politica, e sperava di mantenere in vigore i provvedimenti che aveva fatto approvare.
Obiettivo prioritario che l'aristocrazia senatoria intendeva raggiungere era il ritorno di Cicerone dall'esilio: per esso erano pronti a battersi il neoeletto console Publio Cornelio Lentulo Spintere e i nuovi tribuni Publio Sestio e Tito Annio Milone. Dalla parte di Clodio si schieravano, invece, l'altro console, Quinto Cecilio Metello Nepote Minore, i tribuni Atilio Serrano Gaviano e Quinto Numerio Rufo e il fratello di Clodio, Appio, neoeletto pretore.
Durante la seduta senatoria del 1º gennaio del 57 a.C. fu subito aperto il procedimento per il rimpatrio di Cicerone, grazie alle pressioni del console Lentulo e di Pompeo, che però riteneva necessario che anche il popolo si pronunciasse sulla questione. Attraverso Serrano, tuttavia, Clodio fece rimandare il provvedimento, e allora l'intero collegio tribunizio, a eccezione di Numerio e dello stesso Serrano, presentò il 23 gennaio alla plebe una legge che segnasse la fine dell'esilio di Cicerone. Alla vigilia dell'assemblea, Clodio, assieme ai suoi compagni e ad alcuni gladiatori, occupò il Foro, e la mattina del giorno successivo scatenò gravissimi disordini che costarono la vita a numerose vittime e costrinsero a rinviare l'assemblea della plebe. Anche il fratello di Cicerone, Quinto, fu coinvolto negli scontri, ma ne uscì incolume. Le bande di Clodio si diressero poi verso la casa del tribuno Milone e la posero sotto assedio. Questi, tuttavia, riuscì coraggiosamente ad arrestare i gladiatori al soldo di Clodio, e tentò inutilmente di ottenere la loro condanna: essi furono tuttavia scagionati grazie a un nuovo intervento del tribuno Serrano.
Clodio continuò dunque a minacciare, mediante le sue bande, Milone e Sestio: questi tentarono di portare l'ex tribuno in tribunale, ma, per proteggerlo, il console Nepote arrivò a interrompere ogni attività pubblica. Milone e Sestio decisero quindi di assoldare a loro volta bande di gladiatori per contrastare le azioni violente di Clodio; Sestio, inoltre, si schierò apertamente anche contro Nepote, ma rimase gravemente ferito durante uno scontro,
Deciso a porre un freno al clima di violenza che rischiava di travolgere Roma, Pompeo decise di estendere il problema del ritorno di Cicerone a tutta l'Italia: in maggio fu approvata una proposta di Lentulo che permetteva ai governatori provinciali di accogliere Cicerone e che allo stesso tempo invitava a recarsi a Roma tutti coloro che volevano il suo ritorno. A seguito delle entusiastiche reazioni di parte della popolazione a queste proposte, Clodio, adducendo come motivazione la carestia che minacciava Roma, scatenò nuovi disordini durante i ludi Apollinares, tra il 5 e il 13 luglio.
Fu in occasione di tali disordini che Lentulo convinse il collega Nepote a favorire il ritorno in patria di Cicerone: proposto in senato, il decreto trovò il consenso dell'intera assemblea, per un totale di 417 membri, ad eccezione del solo Clodio. Si decise dunque di dichiarare nemico pubblico chi avesse tentato di impedire il ritorno dell'esule, e il console Lentulo fu incaricato di portare la legge di fronte ai comizi centuriati. Il 1º agosto, dunque, il senato decise di interrompere ogni attività pubblica fino al momento in cui non fosse passata la legge. Tre giorni più tardi, infatti, i comizi centuriati approvarono, grazie all'afflusso di numerosi elettori dai municipi italici, la proposta, senza che Clodio, che pure contava sull'appoggio incondizionato della plebe urbana potesse evitarlo.
Clodio tentò di impedire il passaggio della legge radunando il popolo nel Foro, ma i suoi sostenitori furono dispersi da un drappello di armati guidati da Pompeo; poco tempo più tardi, l'ex tribuno minacciò anche l'intervento militare di Cesare, ma non ottenne i risultati sperati. Ottenendo anche la restituzione delle proprietà e dei beni confiscati, Cicerone poté allora fare ritorno sul suolo italico a fine agosto, e il 4 settembre fu trionfalmente accolto in Roma presso la porta Capena, e di lì fu condotto nel Foro e sul Campidoglio. Pronunciò dunque l'Oratio cum populo gratias egit e l'Oratio cum senatui gratias egit, in cui denunciava il trattamento cui era stato sottoposto, accusando i consoli Gabinio e Pisone di essersi comportati in modo irresponsabile, favorendo, per puro interesse personale, la politica di Clodio.

#### La carestia e lacura annonae(settembre 57 a.C.)

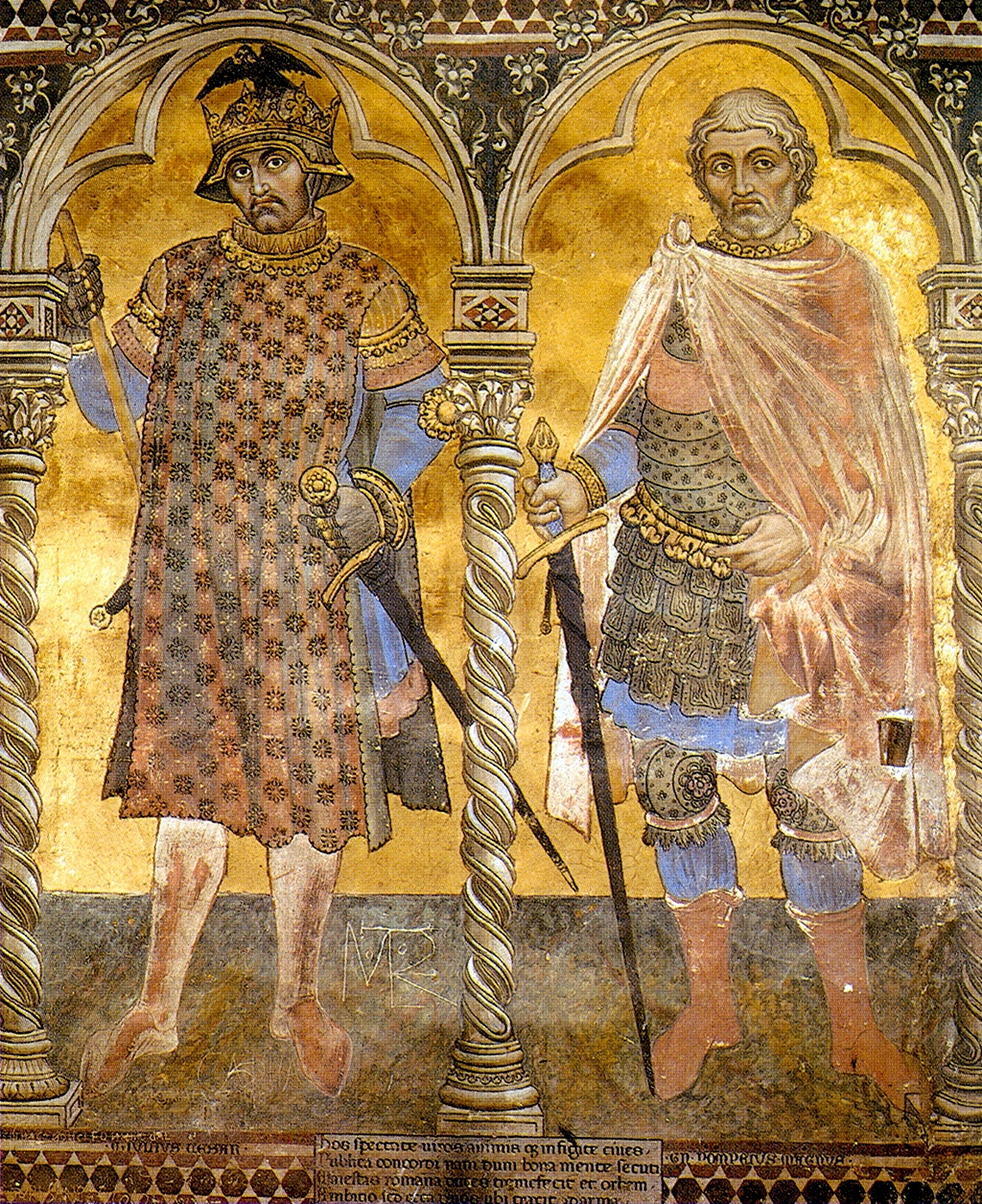
Cesare (sulla sinistra) e Pompeo Magno (sulla destra), ritratti dall'artista Taddeo di Bartolo, affresco, 1414, Siena, Palazzo Pubblico.

Dopo il ritorno di Cicerone, le attenzioni si spostarono su un nuovo problema che minacciava l'Urbe: a causa della penuria dei raccolti e delle politiche economiche delle provinciae frumentariae, gli approvvigionamenti di grano risultavano sempre più scarsi, e si minacciava la possibilità di una carestia. Si trovavano dunque in particolare apprensione gli appartenenti alla plebe urbana e tutti i beneficiari della lex frumentaria clodiana del 58 a.C.
Il 6 o il 7 settembre, dunque, in occasione dei ludi Romani, il timore del popolo si concretizzò in alcuni gravi disordini probabilmente fomentati da Clodio: la folla si radunò presso il Campidoglio, dov'era riunito il senato, e accusò lo stesso Cicerone di essere responsabile della penuria di approvvigionamenti.
La situazione, che rischiava di degenerare in un vero e proprio scontro tra i plebei e i sostenitori dell'oligarchia senatoria, richiese dunque l'intervento di Pompeo e dei suoi armati. Consequenzialmente, il triumviro fu incaricato di risolvere il problema dei rifornimenti di grano, e gli fu affidata per cinque anni la cura annonae, cui Clodio aveva preposto invece Sesto Clelio: alla fine di settembre il prezzo del grano tornò improvvisamente alla normalità, ma la lex frumentaria, con cui Clodio aveva guadagnato il favore della popolazione dell'Urbe, era stata fortemente modificata con la concessione di pieni poteri per l'annona a Pompeo.

#### Ladomusdi Cicerone sul Palatino (settembre - novembre 57 a.C.)
Il 29 settembre il collegio dei pontefici si riunì, su richiesta di Marco Calpurnio Bibulo, per deliberare della sorte che spettava al terreno di Cicerone sul Palatino, dove Clodio, dopo l'esilio dell'oratore, aveva fatto costruire un tempio alla Libertà.
In quell'occasione Cicerone, per spingere il collegio a riassegnargli il terreno, pronunziò l'orazione De domo sua, in cui dichiarava irregolare la lex de exilio da cui era stato colpito e illegittima, perché non autorizzata, la consacrazione del suo terreno alla Libertà. Il verdetto dei pontefici gli fu dunque favorevole, ma Clodio vi si oppose fermamente, denunciando l'assoluta assenza di irregolarità nel provvedimento de exilio, che giustificava dunque gli espropri.
Il senato, tuttavia, nei primi giorni di ottobre, nonostante l'ostruzionismo di Clodio, approvò per legge la ricostruzione della dimora di Cicerone, attribuendogli la somma di 2.750.000 sesterzi per le spese di ricostruzione della domus sul Palatino e delle ville di Tusculo e Formia.
Dopo aver tentato invano di fare leva sul popolo perché ostacolasse la decisione del senato, Clodio il 3 novembre prese d'assalto assieme ai suoi seguaci il cantiere della casa di Cicerone, e tentò di incendiare anche l'abitazione del fratello dell'oratore, Quinto. L'11 novembre Cicerone in persona fu aggredito assieme alla sua scorta quando si trovava sulla via Sacra, mentre il giorno successivo, Clodio e i suoi uomini presero d'assalto la casa di Milone: i sostenitori di Milone, tuttavia, uccisero molti dei Clodiani e arrivarono quasi a uccidere lo stesso Clodio.

#### Le elezioni per l'edilità (novembre - dicembre 57 a.C.)
Il 14 novembre il senato si riunì per prendere provvedimenti che arginassero la situazione di violenza in cui gli scontri fra le bande armate avevano gettato Roma: Nepote prese le difese di Clodio, ma ciò non bastò a evitare che il console designato Gneo Cornelio Lentulo Marcellino ottenesse che si processassero tutti coloro che si ritenevano responsabili della difficile situazione.
Clodio, per parte sua, si era intanto candidato all'edilità curule. Egli sapeva bene che, se fosse stato eletto, avrebbe ottenuto per l'intera durata della carica l'immunità dai processi giudiziari. La nobilitas, che sperava di fermare il leader popolare, intendeva dunque farlo prima che guadagnasse, con l'elezione, nuove possibilità d'azione. Se infatti fosse stato processato e condannato prima della data delle elezioni, la sua candidatura non sarebbe più stata valida.
Milone, dunque, decise di ostacolare lo svolgimento delle elezioni perché il processo a Clodio potesse svolgersi prima di esse: dichiarò infatti che avrebbe costantemente scrutato il cielo per ricevere auspici. Clodio, tuttavia, facendo leva sulla sua stessa legge sull'ostruzionismo, lo costrinse a prendere gli auspici in pubblico, nel Campo Marzio, dove si sarebbero dovute svolgere le elezioni. Milone accettò di compiere i riti in pubblico, ma portò con sé numerosi uomini di scorta, che lo protessero da qualsiasi attacco da parte dei partigiani clodiani, che anzi si astennero dall'intervenire con la violenza nella questione.
Nonostante tutto, Clodio fu eletto edile attorno al 20 gennaio del 56 a.C. per l'anno in corso, senza che i suoi avversari potessero impedirlo.

#### L'edilità (56 a.C.)
Il compito dell'edile curule era quello di sovrintendere alla manutenzione e alla costruzione degli edifici pubblici e religiosi nonché quello di occuparsi degli archivi, dell'amministrazione urbana e alla dispendiosa organizzazione di giochi.
Sebbene, dunque, la magistratura fornisse a Clodio notevolissime possibilità d'azione, questi non prese nessun provvedimento degno di nota per ragioni tuttora oscure. Fu forse influenzato dalla scarsa disponibilità di denaro, oppure preferì non tentare di superare le straordinarie realizzazioni che, due anni prima, erano state approntate dall'allora edile Marco Emilio Scauro. Più probabilmente, a determinare la quasi totale inattività di Clodio furono invece le fondamentali vicende che animarono la scena politica per tutto il corso dell'anno.

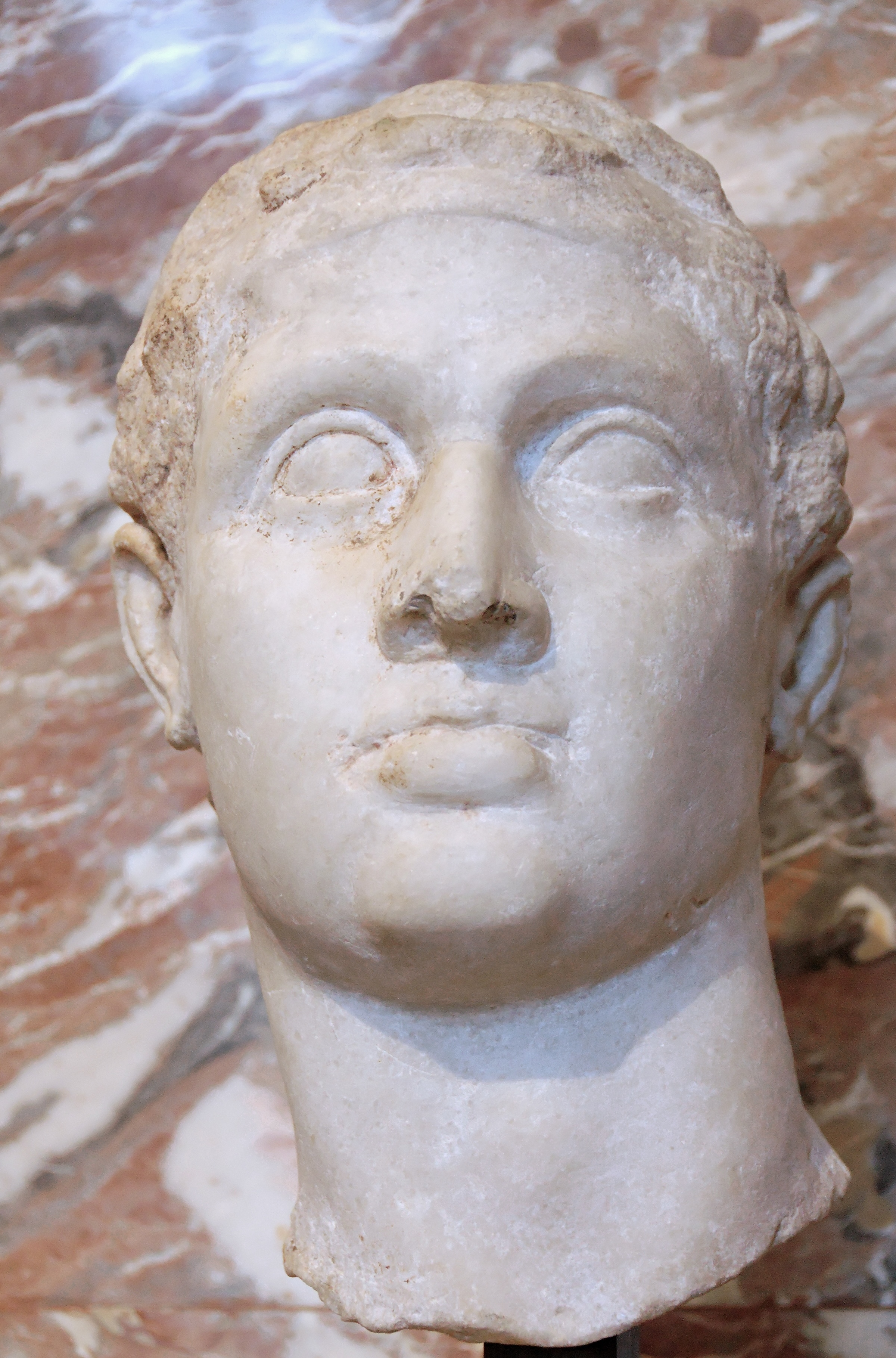
Busto in marmo di Tolomeo Aulete (I secolo a.C.), conservato al Museo del Louvre di Parigi.

All'inizio di gennaio fu necessario risolvere un nuovo episodio della lunga questione egiziana: dopo i fatti riguardanti l'annessione di Cipro, il faraone Tolomeo Aulete era stato scacciato dall'Egitto e costretto a rifugiarsi in Italia, presso Pompeo. Molti esponenti dell'aristocrazia intendevano dunque che proprio a questi fosse assegnato il compito di restaurare Tolomeo sul trono; altri, tuttavia, preferivano che non si sommassero nelle mani di Pompeo, che aveva già ricevuto l'incarico di occuparsi dell'annona, ulteriori poteri, e il dibattito in senato non portò dunque ad alcun risultato. Il collegio incaricato di interpretare i libri sibillini, di cui lo stesso Clodio faceva parte assieme a Crasso, vietò intanto che per la risoluzione della questione egiziana si usasse un esercito.
Gli ulteriori sviluppi della questione egiziana furono determinati dal processo che, soprattutto grazie alle pressioni di Clodio, fu intentato a Milone: questi era accusato, così come lo era stato Clodio poco tempo prima, di aver causato i violenti disordini che avevano sconvolto l'Urbe nell'anno precedente.
A prendere le difese di Milone intervenne, il 7 febbraio, Pompeo, e il suo discorso fu seguito da quello di accusa di Clodio. Al termine della seduta, dunque, i sostenitori di Milone, per rispondere alle provocazioni di Clodio e dei suoi partigiani, scatenarono nuovi tafferugli. Il processo fu dunque rinviato, e il suo esito, puramente politico, fu poi sancito dagli accordi triumvirali di Lucca. Il giorno successivo, però, il senato attribuì ai sostenitori di Milone la colpa dei disordini seguiti alle udienze, ed emanò contro Pompeo, annoverato tra i colpevoli, un decreto con il quale impediva al triumviro di occuparsi della questione egiziana.
Pur senza ottenere la condanna di Milone, Clodio era dunque riuscito a ostacolare, forse per conto di Cesare o Crasso, i piani di Pompeo. Pochi giorni più tardi, tuttavia, il senato, nel rinnovato tentativo di porre fine al fenomeno di squadrismo cui Clodio stava dando vita, dichiarò illegali e sciolse tutte le associazioni segrete. L'edile, in risposta, accusò di corruzione e violenza il tribuno degli optimates Publio Sestio. A difenderlo giunsero gli oratori più rinomati, Quinto Ortensio Ortalo, Licinio Calvo e lo stesso Cicerone, cui si unirono anche Pompeo e Crasso. Il tribuno fu dunque assolto, in particolare per il decisivo contributo fornito dall'orazione Pro Sestio di Cicerone, in cui questi criticò aspramente la persona e l'operato di Clodio.
In un clima tanto teso, Clodio portò un ulteriore attacco a Pompeo tramite lo scriba Sesto Clelio: questi infatti si occupò di dare alle fiamme il tempio delle Ninfe, in cui erano conservati i dati del censimento che Clodio aveva effettuato per stabilire i beneficiari delle distribuzioni frumentarie secondo la sua legge. In questo modo, infatti, fu impedito a Pompeo, che aveva sostituito proprio Clelio nella cura annonae, di modificare la lista dei beneficiari stilata a seguito del provvedimento di Clodio: tra essi erano infatti inclusi numerosi liberti, che poterono mantenere i diritti guadagnati con la lex frumentaria.

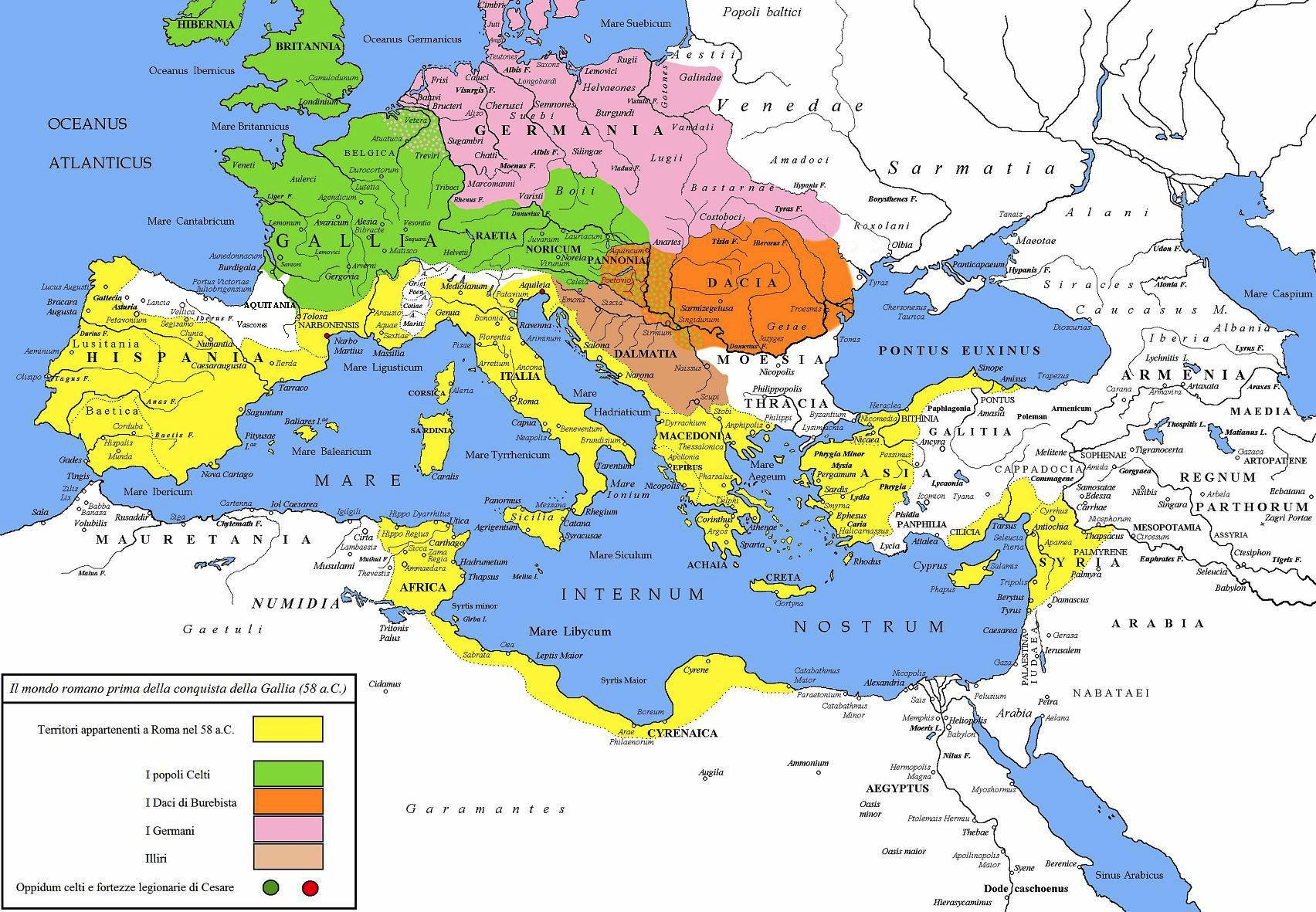
Il mondo romano nel 58 a.C., prima della conquista della Gallia da parte di Cesare.

Nell'ambito della questione egiziana, tuttavia, gli abitanti di Alessandria d'Egitto inviarono, in marzo, alcuni ambasciatori che chiedessero ai Romani di non restaurare Tolomeo sul trono. Tali ambasciatori, tuttavia, subirono numerosi attacchi che si dicevano provenire da alcuni uomini vicini a Pompeo. Seppur accusati di atti particolarmente nefandi, essi furono tuttavia assolti grazie ai contributi di Crasso e Cicerone, che confutò le accuse che la sorella di Clodio, Clodia, aveva formulato contro il cavaliere Marco Celio Rufo a sostegno, dunque, della politica di opposizione a Pompeo del fratello.
Pochi giorni più tardi, tra il 4 e il 10 aprile, Clodio fu incaricato di organizzare, in quanto edile, i ludi megalesi in onore della Grande Madre. Durante le celebrazioni egli consentì a centinaia di schiavi l'entrata nel teatro dove si era radunata la popolazione di Roma. L'atto, che con la sua forte valenza simbolica causò il panico nel pubblico, fu probabilmente dettato dalla volontà di sottrarre alla nobilitas il monopolio del culto della Grande Madre: dopo i fatti della Galazia, che avevano visto una sostanziale sconfitta di Clodio, questi tentò nuovamente di ribadire la paternità che la sua stirpe poteva vantare sul culto.
Ad alimentare la tensione che connotava il clima politico fu, infine, nella prima metà di aprile, un ulteriore dibattito svoltosi in senato sulla legge agraria approvata da Cesare durante il suo consolato, che ledeva gli interessi della nobiltà terriera. Cicerone si pronunciò infatti contro le assegnazioni previste dal triumviro, e tentò di strumentalizzare a suo vantaggio la lex frumentaria di Clodio. Il dibattito fu tuttavia rinviato, e la situazione politica nel suo complesso si rasserenò grazie agli accordi di Lucca tra i triumviri.
A Lucca, infatti, Cesare, Pompeo e Crasso si incontrarono per rinnovare la loro alleanza politica; ivi stabilirono di prolungare per altri cinque anni il proconsolato di Cesare nella Gallie, e decisero la candidatura di Pompeo e Crasso al consolato per il 55 a.C. A Lucca confluirono anche numerosi senatori, tra cui il fratello di Clodio, Appio, che operò assieme ai triumviri la riappacificazione tra Clodio e Pompeo. Anche Cicerone fu fortemente influenzato dai nuovi accordi, decidendo di abbandonare la politica anticesariana che lo aveva portato a discutere la legge agraria del 59 a.C.
Non si placarono, invece, i contrasti fra Clodio e Cicerone, che continuò ad attaccare l'opera compiuta nel 58 a.C. dal tribuno. L'oratore prese infatti le difese dei publicani che nell'ultimo anno erano stati fortemente osteggiati dal proconsole di Siria, Gabinio, la cui nomina governativa era stata approvata tramite il plebiscito clodiano. Il giorno successivo al dibattito in senato riguardo alla situazione dei publicani, Clodio accusò Cicerone di aver suscitato, con la sua condotta empia, la collera divina. Nei giorni precedenti si erano succeduti, infatti, una serie di presagi, che l'edile attribuì alla ricostruzione della dimora palatina di Cicerone sull'area impiegata per costruire il tempio alla Libertà. L'oratore pronunciò allora la De haruspicum responsis, in cui respinse le accuse dell'avversario, imputandogli di aver causato egli stesso l'ira divina e additandolo come ostacolo alla salvezza dello Stato.
Incoraggiato dai successi ottenuti, recandosi di notte al Campidoglio assieme ai suoi sostenitori, Cicerone trafugò le tavole di bronzo che recavano scritti i testi dei plebisciti clodiani del 58 a.C. Si trattava di un atto altamente illegale, ma l'oratore lo giustificò basandosi sulla presunta illegalità dell'attività politica del tribuno. In difesa di Clodio si schierò, tuttavia, Catone: questi, interessato a mantenere i privilegi che l'incarico a Cipro gli aveva garantito, sostenne la liceità dei provvedimenti del tribuno, ma si attirò contro le antipatie di molti tra gli optimates.
Clodio, invece, piuttosto che mostrare gratitudine nei confronti di Catone, in ottemperanza a una richiesta di Cesare o ad alcuni timori personali, preferì attaccarlo: richiese infatti che coloro che erano stati ridotti in schiavitù a Cipro fossero chiamati Clodii. Catone, invece, si oppose e ottenne che fossero denominati semplicemente Ciprii, rifiutando anche l'idea di chi proponeva di chiamarli Porcii.
Clodio ebbe modo, infine, di dimostrare la sua lealtà ai triumviri intervenendo a favore dell'elezione di Pompeo e Crasso al consolato: a essa si opponevano infatti numerosi senatori, che speravano invece nell'elezione del conservatore Lucio Domizio Enobarbo. Il tribuno Gaio Catone, dunque, nell'intento di favorire i triumviri, riuscì con atteggiamenti intimidatori a ottenere il rinvio delle elezioni. Clodio, dal canto suo, evitò che le sue bande intervenissero con la violenza nella questione, ma espresse pubblicamente il suo appoggio all'elezione dei triumviri: Pompeo e Crasso, grazie all'ulteriore sostegno dei soldati di Cesare, furono dunque eletti al consolato.

#### La missione in Oriente e il consolato del fratello (55 - 54 a.C.)
Terminato il mandato, Clodio si allontanò momentaneamente dalla scena politica dell'Urbe: non partecipò, infatti, alla discussione del provvedimento con cui ai consoli Pompeo e Crasso furono assegnati, rispettivamente, il proconsolato quinquennale in Spagna e in Siria, a partire dal 54 a.C. Clodio era infatti partito da Roma nell'inverno per recarsi in Oriente, in missione a Bisanzio, dove fu probabilmente ricompensato con un'ingente somma di denaro per l'approvazione della legge sul rimpatrio degli esuli.
Tornò a Roma nell'estate, e poté finanziare, con il denaro ricevuto, la campagna elettorale del fratello Appio, candidatosi al consolato. Questi fu dunque eletto per il 54 a.C. assieme a Lucio Domizio Enobarbo. Fu proprio il successo del fratello che spinse Clodio a considerare l'idea di una candidatura alla pretura per il 53 a.C.; i comizi elettorali, tuttavia, furono più volte rimandati, e, secondo Cicerone, Clodio preferì per questo motivo evitare di presentarsi.
Tuttavia, risulta più probabile che Clodio abbia posticipato la sua candidatura per motivi più prettamente politici: il triumvirato, dopo la partenza di Crasso per l'Oriente e la morte della figlia di Cesare, Giulia, moglie di Pompeo, si stava sensibilmente incrinando, e Clodio sperava di approfittare del vuoto di potere e del disordine che si sarebbe creato se le alleanze fossero state definitivamente infrante.
A causare il rinvio da parte di Clodio della sua candidatura contribuì, inoltre, la compromessa posizione giuridica del fratello Appio: questi si accordò con il collega e con due candidati consoli per il 53 a.C. per ottenere illegalmente l'assegnazione di una provincia in Oriente, dove potesse arricchirsi indebitamente. L'accordo fu tuttavia scoperto, e non poté esser messo in atto. A complicare ancora di più la situazione intervennero le accuse di concussione lanciate da Appio Claudio ai danni di Marco Emilio Scauro, potenziale rivale elettorale del fratello Gaio Claudio. Scauro fu assolto il 2 settembre grazie al decisivo contributo di Cicerone, cui si unì stranamente nella difesa lo stesso Clodio.

#### La candidatura alla pretura (53 a.C.)
Nel 53 a.C. Clodio si decise a intraprendere la campagna elettorale per la pretura. Contemporaneamente il suo rivale Milone avanzò la propria candidatura al consolato. Clodio, allora, decise di imperniare buona parte della sua propaganda politica su una serie di attacchi, prima esclusivamente verbali, contro Milone. Nell'estate, tuttavia, si susseguirono numerosi scontri violenti tra i partigiani di Clodio e quelli di Milone: in uno scontro sulla via Sacra lo stesso candidato console rischiò di restae ucciso, mentre Clodio rischiò la vita in uno scontro nel Foro contro Marco Antonio, un tempo suo amico.
In un simile clima di violenza, i comizi elettorali furono rinviati al gennaio del 52 a.C., e le finanze di Milone, che aveva investito grandi somme nell'organizzazione di spettacoli per attirarsi le simpatie del popolo, furono messe a dura prova. Clodio, invece, acquistò, per la cifra di 14.800.000 sesterzi, un enorme complesso abitativo sul Palatino, che adibì a sua dimora personale.
Si hanno poche notizie, peraltro tramandate dal solo Cicerone, di quello che doveva essere il programma elettorale di Clodio: egli avrebbe avuto intenzione di proporre all'approvazione dei comizi, una volta eletto, una legge che distribuisse i liberti in tutte le tribù dei comizi, e che modificasse di conseguenza in modo particolarmente significativo gli equilibri politici. Intendeva inoltre riformare l'ordinamento che riguardava i liberti affrancati senza le normali procedure, liberandoli probabilmente dal controllo del loro patronus.
Si trattava di proposte che avrebbero avuto un impatto particolarmente drastico sulla società romana: la lex frumentaria approvata dallo stesso Clodio, che aveva aumentato i beneficiari delle distribuzioni di grano, aveva causato un sensibile aumento del numero dei liberti, che dovevano diventare, secondo il progetto di Clodio, una forza politica di primaria importanza.

#### La morte (52 a.C.)
Il 17 gennaio del 52 a.C., nei giorni in cui il senato stava deliberando riguardo all'organizzazione dei comizi elettorali, Clodio si allontanò da Roma per recarsi ad Ariccia, in ottemperanza ai suoi doveri di patronus del municipio. Accompagnato da due amici e da trenta schiavi armati, pernottò fuori Roma, e il giorno successivo, di ritorno verso l'Urbe, si fermò nella sua villa a Bovillae. Lo stesso giorno anche Milone si allontanò da Roma per recarsi a Lanuvium, dove doveva presiedere all'elezione di un sacerdote: viaggiava su di un carro assieme alla moglie, scortato da numerosi schiavi e gladiatori armati, tra cui Eudamo e Birria.
I due gruppi si incrociarono, nel pomeriggio, presso il tempio della Bona Dea di Bovillae, e i gladiatori che componevano le retroguardie diedero allora inizio ad un feroce scontro. Clodio, che si trovava in testa al suo corteo, tornò indietro verso il luogo dove si era scatenata la zuffa, ma fu gravemente ferito alla spalla da Birria. Approfittando del disordine, si rifugiò in una vicina osteria; Milone, però, vedendo che i suoi avevano la meglio, ordinò loro di trascinare Clodio fuori dal suo rifugio. Portato in strada, Clodio fu massacrato dagli uomini di Milone e abbandonato sul posto.
La versione dei fatti che Cicerone presentò nell'orazione Pro Milone è invece radicalmente diversa, ma non attendibile:
(Cicerone, Pro Milone, 29.)
Fu il senatore Sesto Teidio, di passaggio a Bovillae, a raccogliere il cadavere di Clodio e a farlo trasportare su una lettiga fino a Roma. La salma giunse in città la sera del 18 gennaio, e fu deposta nella dimora di Clodio sul Palatino. Alla vista del corpo straziato del loro leader, le masse popolari scatenarono violenti tumulti, e la mattina del 19 gennaio trasportarono il cadavere nel Foro e lo deposero, poi, nella Curia Hostilia. Qui il cadavere fu cremato, e le fiamme della pira finirono per bruciare l'intero edificio, simbolo del senato e del potere repubblicano, danneggiando l'intera zona circostante.
La folla, fomentata da Sesto Clelio e da alcuni tribuni della plebe che mostravano il testo delle leggi che Clodio, eletto pretore, avrebbe voluto proporre, si diresse prima verso la domus dell'interrex, poi verso quella di Milone con fare minaccioso. Infine, depositò i fasci conservati nel tempio di Libitina presso la dimora di Pompeo, indicando nel triumviro l'unico uomo in grado di prendere il controllo dell'Urbe in un simile frangente.
Milone tentò di intervenire per placare la situazione sostenendo di aver semplicemente reagito a un'imboscata tesagli da Clodio, ma riuscì soltanto ad aggravare i disordini. I senatori, impauriti, decisero allora di votare un nuovo senatusconsultum ultimum, il primo dall'epoca della congiura di Catilina, con cui incaricavano Pompeo di reclutare truppe sull'intero territorio italiano. Pochi giorni più tardi, su proposta di Marco Calpurnio Bibulo, il triumviro fu nominato console sine collega, e riportò l'ordine nella città.
Nell'aprile si tenne, infine, il processo contro Milone per la morte di Clodio. Per l'occasione si affidò la presidenza della corte a Lucio Domizio Enobarbo, e si scelsero giurati di indubbia moralità. Nel corso dei primi quattro giorni furono ascoltate le testimonianze su quanto era accaduto presso Bovillae, e il quinto giorno furono presentate nel Foro, da parte di Appio Claudio e Marco Antonio, le accuse contro Milone. Inutili furono i tentativi di difesa da parte di numerosi membri dell'aristocrazia senatoria, tra cui Ortensio Ortalo e Catone; lo stesso Cicerone, atterrito dalla folla che circondava i rostra e dai soldati di Pompeo che presidiavano in armi il foro onde evitare disordini, non riuscì a pronunciare la sua orazione:
(Plutarco, Vite parallele. Cicerone, 35, 5; trad. di Domenico Magnino, UTET.)
Milone fu dunque condannato per i voti di 12 senatori su 18, 13 equites su 17 e 16 tribuni dell'erario su 19, e si ritirò in esilio a Marsiglia.

## Clodio nella storiografia

### Il giudizio degli antichi
Gli autori antichi descrissero Clodio in maniera sostanzialmente negativa: egli fu rappresentato da Cicerone, nelle sue orazioni, come simbolo di corruzione e sovversivismo. Il giudizio del celebre oratore è tuttavia falsato e poco attendibile, perché fortemente condizionato dai fatti collegati alla lex de exilio.
Nella Pro Sestio, Cicerone descrive brevemente Clodio come una bestia infuriata, accusandolo delle peggiori nefandezze e imputandogli una totale immoralità:
(Cicerone, Pro Sestio, 7, 16-17.)
Nel giudizio di Cicerone, dunque, Clodio, depravato e corrotto, avrebbe agito spinto da impulsi ferini; egli assommava, infatti, in sé ogni vizio, avvicinandosi alla figura di Catilina, cui Cicerone lo paragonò apertamente nelle orazioni Filippiche. Scarsi sono i riferimenti concreti agli atti politici di Clodio nelle opere di Cicerone: l'oratore preferì infatti soffermarsi a descrivere il comportamento del tribuno piuttosto che analizzarne il progetto politico.
Uguale giudizio diedero di Clodio gli storiografi antichi, per i quali le orazioni di Cicerone rappresentavano l'unica fonte esauriente disponibile sul personaggio. La figura del tribuno, dunque, rimase viva nella memoria collettiva per molti anni, come paradigma dell'immoralità assoluta. Plutarco descrisse Clodio come "audace e sfrontato" e sintetizzò in poche parole il comportamento delle bande che questi aveva radunato attorno a sé:
(Plutarco, Cicerone, 30, 7; adatt. della trad. di Domenico Magnino, UTET.)

### Nella storiografia moderna e contemporanea
La storiografia moderna ha, nel corso degli anni, tentato di restituire un ritratto di Clodio depurato dalle critiche avanzate da Cicerone e quanto più possibile vicino alla realtà. In particolare, rimangono tuttora aperti alcuni interrogativi fondamentali sulla politica del tribuno: gli storici hanno a lungo considerato Clodio come un agente di Cesare o degli altri triumviri, mentre attualmente si va delineando l'ipotesi che il tribuno abbia agito in base a un piano politico personale.
Lo storico tedesco Theodor Mommsen, nella sua Storia di Roma antica, delinea con queste parole la figura di Clodio:
(Theodor Mommsen, Storia di Roma antica, pp. 910-911, Sansoni.)
Mommsen, dunque, raffigura Clodio come un individuo corrotto ma abile, in grado di radunare attorno a sé le masse popolari dell'Urbe e di raggiungere risultati considerevoli. Il piano politico di Clodio, tuttavia, appare ideato esclusivamente da Cesare: il tribuno, che diviene scimmia di Cesare, esegue gli ordini di chi lo manovra, creando i presupposti per l'affermazione di quella monarchia che è il sistema imperiale.
Pocock e Canfora confermano, seppure in parte, l'interpretazione di Mommsen, mentre altri studiosi, come Marsh e Rowland lo descrivono al servizio di Crasso, che diede infatti importanti contributi economici a Clodio fin dagli inizi della sua carriera. Syme, invece, presenta Clodio come politico autonomo, mentre Manni evidenzia una sostanziale ostilità manifestata dal tribuno nei confronti dei triumviri.
Clodio resta, per certi aspetti, un personaggio sfuggente, tanto per la faziosità delle fonti che lo descrivono quanto per la complessità del periodo storico in cui si trovò a vivere. L'intensa attività legislativa che riuscì a promuovere durante il suo tribunato suggerisce, comunque, una certa autonomia politica: Clodio poté sottrarre progressivamente potere al senato, andando talvolta a inficiare anche gli interessi dei triumviri. Seppe imporre, tramite le assemblee popolari, il suo volere su questioni religiose, amministrative e riguardanti la politica interna, provinciale ed estera. Dimostrò dunque una notevole capacità di orientarsi con successo in uno scenario politico della massima complessità, attuando un programma a tratti rivoluzionario e catturando la fiducia della plebe tramite iniziative demagogiche. Brillante e assetato di potere, dunque, non esitò a fare ricorso all'uso della violenza per raggiungere gli obiettivi che si proponeva, ma fu comunque autore di un progetto politico che, con il più ampio sostegno popolare, avrebbe significativamente mutato, una volta portato a compimento, la società romana.